# Окерблад, Давид
Ю́хан Дави́д О́керблад (также известен как Акерблад, швед. Johan David Åkerblad, 6 мая 1763, Стокгольм — 7 февраля 1819, Рим) — шведский дипломат и востоковед, ученик Карла Ауривиллиуса и Сильвестра де Саси. Один из основоположников египтологии, чьими работами пользовался Томас Юнг.
Отец Окерблада занимался производством зеркал; Давид получил образование в Уппсальском университете, где изучал восточные языки, в том числе османский и арабский. В 19-летнем возрасте защитил диссертацию о внешней политике Швеции XV века, после чего был принят на государственную службу и направлен в Константинополь в составе дипломатической миссии. Находясь в Османской империи, путешествовал по странам Ближнего Востока, включая Палестину, Сирию и Египет. В 1789—1791 годах служил в Стокгольме секретарём протокола в министерстве иностранных дел и переводчиком с османского языка. Далее был возвращён в Османскую империю в ранге секретаря дипломатической миссии, занимался топографией Троады, опубликовав исследование на немецком языке. В дальнейшем служил в шведских посольствах в Париже и Гааге. В 1802 году работал вместе с Сильвестром де Саси по расшифровке надписей Розеттского камня. Ему удалось выявить в течение двух месяцев все личные имена, записанные демотическим письмом, а также установить корректное значение 14 знаков. Тем не менее Окерблад придерживался ошибочного убеждения, что демотика была алфавитным письмом. Его методы исследования демотического письма с помощью его сопоставления с коптским языком во многом стимулировали работу Шампольона, которому удалось окончательно расшифровать систему египетских иероглифов и начать изучение египетского языка. В этом качестве Окерблад упоминается в любом фундаментальном египтологическом издании.
После разрыва дипломатических отношений Франции и Швеции в 1804 году Окерблад покинул дипломатическую службу и поселился в Италии, посвятив себя исключительно интеллектуальной деятельности. Основным заработком его была деятельность гида для британских аристократов; римским соседом был Вильгельм Гумбольдт. Основным занятием стала археология, коптология и семитология, собранная коллекция восточных рукописей в конечном счёте оказалась в собрании Института восточных рукописей РАН. Шведский учёный был погребён на кладбище Тестаччо близ Пирамиды Цестия. Основную часть научного наследия Окерблада составляли небольшие статьи, публиковавшиеся отдельными брошюрами. После кончины он оказался быстро забыт, первая монографическая биография увидела свет лишь в 2013 году.

## Биография

### Становление (1763—1783)

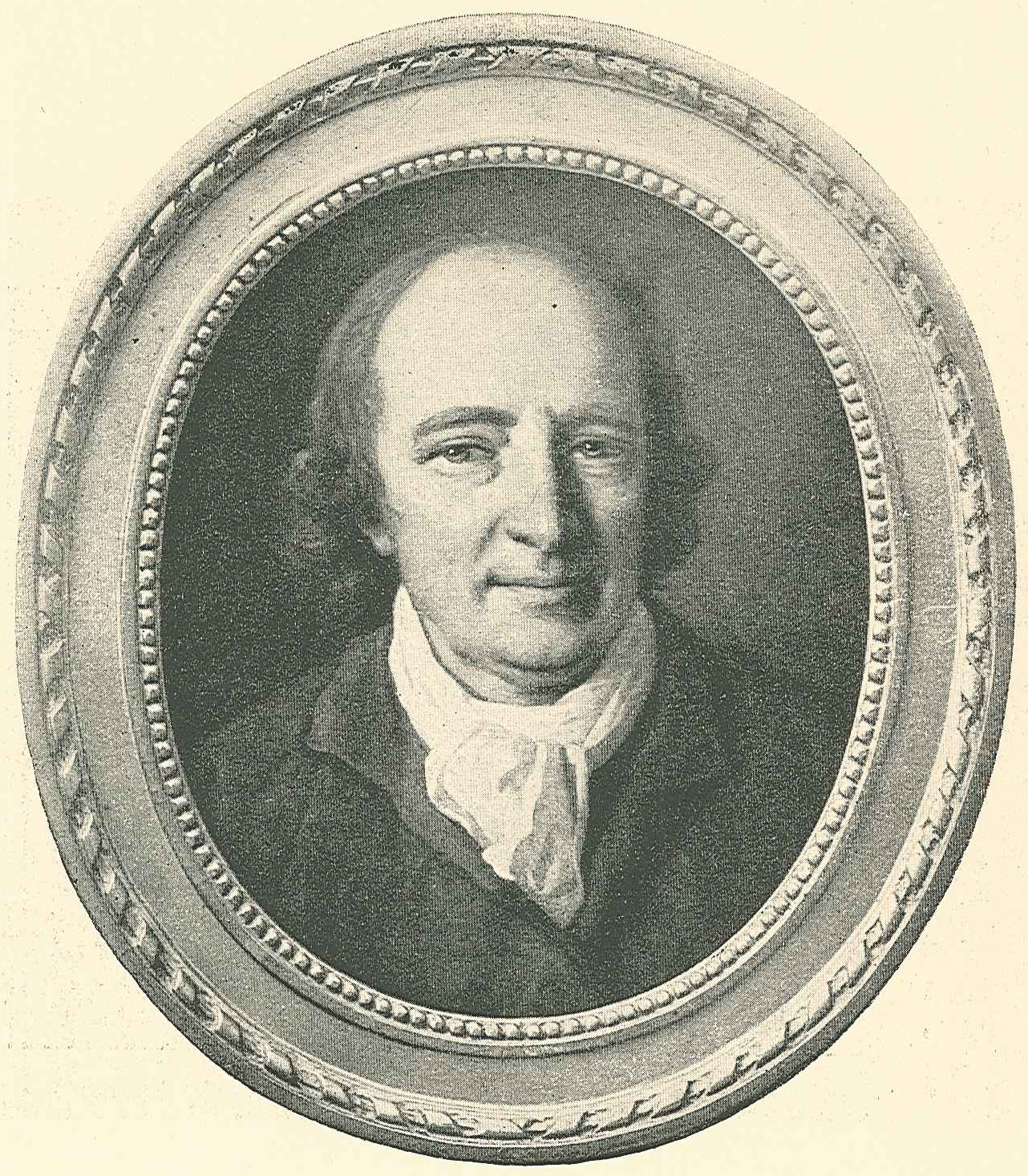
Карл Кристофер Йёрвелл — покровитель Окерблада. Гравюра Пера Крафта-старшего

Семейство Окербладов из Стокгольма принадлежало к гернгутерской пиетистской общине (моравским братьям) численностью около двухсот человек. Эта община не признавала социальных барьеров, заботилась об образовательном уровне своих прихожан, обычной профессией в её среде были государственные служащие, священники и ремесленники. Одним из ярких представителей общины был писатель Карл Кристофер Йёрвелл. Отец Давида — Юхан Окерблад (1727—1799) — был мастером по изготовлению зеркал и зарабатывал достаточно, чтобы иметь собственный дом в столице и обеспечить детям образование. Он был женат на Анне Магдалене Ленгрен, пятью годами его моложе. Первой в семье родилась дочь Юханна Кристина (в 1761 году), а 6 мая 1763 года на свет появился сын, названный Юхан Давид. В 1763 и 1768 годах у него родились братья Эрик Эмануэль и Тимотеус. Мать скончалась в 1776 году, после чего Юхан-старший женился ещё раз. Пятнадцатилетний Давид поступил в Уппсальский университет 1 октября 1778 года. Богословский факультет этого университета был единственным в Швеции, где преподавались восточные языки. Господствовала гебраистика, в рамках которой изучали не только древнееврейский язык, но и сирийский и арабский, что подтверждалось университетским уставом 1626 года. Окерблад учился восточным языкам под руководством Карла Ауривиллиуса, который владел также турецким языком.
Классическими языками Давид овладел, по-видимому, ещё в школьные годы, чему нет никаких свидетельств. Судя по документам, главным предметом интереса Окерблада в университете была история, которой он занимался у Эрика Фанта. 17 декабря 1782 года состоялась защита его диссертации, посвящённой международным связям и отношениям эпохи короля Густава I. Однако будущую карьеру Давида определил именно Ауривиллиус, который служил переводчиком документов, доставленных дипломатической миссией из Константинополя о пресечении берберийского пиратства. Он решил превратить Окерблада в специалиста по османскому языку, чтобы тот смог поступить на государственную службу. Получив степень, Давид работал в Королевской библиотеке Стокгольма с восточными рукописями. В феврале 1783 года он подал заявку на вступление в королевский секретариат иностранных дел, ввиду гибели переводчика Шиндлера в Константинополе. Окерблад успешно прошёл собеседование с бывшим послом в Турции Ульриком Цельсингом, произведя впечатление уровнем владения языком. Пригодилась и рекомендация профессора Ауривиллиуса. Посол в Османской империи Герхард фон Хейденстам прислал в это время в Стокгольм требование приискать молодого драгомана-шведа («нравственного, воспитанного, разумного и знающего»), способного приспособиться к жизни на Востоке. В том же 1783 году Окерблад успешно сдал экзамены на государственную службу, и 20 октября королевская канцелярия выделила средства на выплату ему жалованья и проезд до Константинополя.
Двадцатилетий Юхан Давид Окерблад выехал из Стокгольма, вероятно, в начале ноября 1783 года и прибыл в столицу османов 16 марта следующего года. Более или менее его путешествие документировано письмом Йёрвеллу, отправленным через четыре месяца после прибытия в Константинополь. Из этого послания следует, что молодого переводчика снабдили необходимыми рекомендациями, но он жаловался на недостаток дорожных средств. Он отправился через Гёттинген, в университете которого общался с несколькими специалистами по Востоку, прежде всего Михаэлисом, который принял его «со всем вниманием» и включил в свою международную корреспондентскую сеть. Далее Окерблад добрался до Рима, в котором оказался во время официального визита шведского короля Густава III, и даже удостоился аудиенции Его Величества. Дальнейший маршрут пролегал через Ливорно и Измир на французском корвете «La Badine».

### Дипломат-путешественник (1784—1804)

#### Османская столица

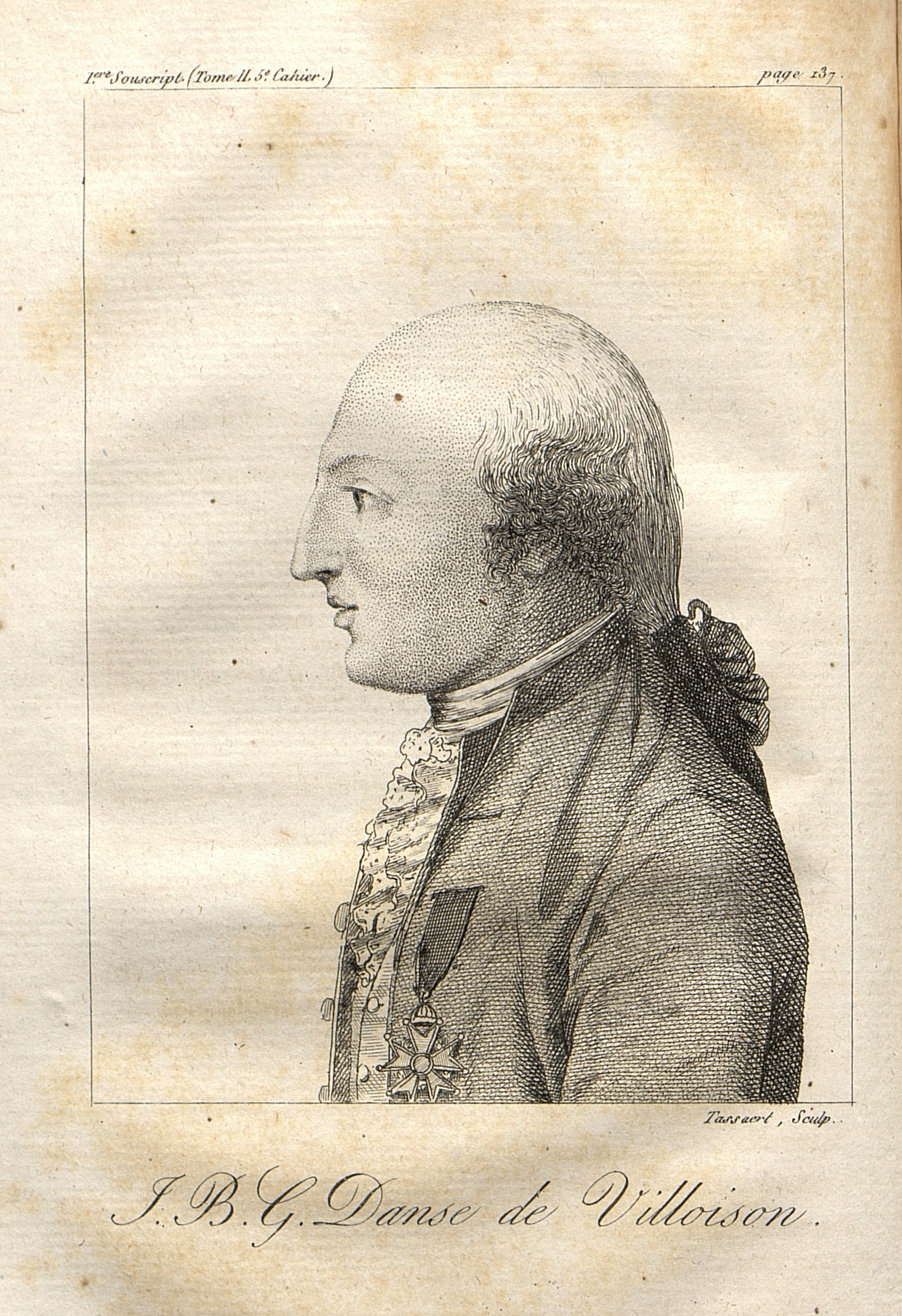
Жан Батист Гаспар д’Ансе де Виллуазон. Портрет из издания «Annales des Voyages, de la géographie et de l’histoire» (1808)

После прибытия в Константинополь Окерблад погрузился в углублённое изучение османского и арабского языков; миссия в столице османов (статус посольства был только у шведского представительства в Париже) отличалась тем, что три её главы подряд владели турецким языком на уровне, позволяющим обойтись без переводчиков. Давид Окерблад был вынужден разработать собственную методику изучения языков, о которой известно из записок Карла Акселя Левенхильма (1772—1861). В 1792 году двадцатилетний дворянин консультировался с востоковедом относительно изучения турецкого и новогреческого языков и получил следующий совет: туземные учителя бесполезны, следует учить не менее десятка новых слов в день, заучить склонения и спряжения и немедленно приступать к разговорной практике. Вероятно, это был собственный метод Окерблада, который в зрелом возрасте мог выучивать новые языки в совершенстве. Эти навыки позволяли ему легко получать информацию, которую от него требовали из Стокгольма: ему удавалось попадать в книгохранилища и архивы, и он умел разговорить высокопоставленных лиц. Так, по просьбе пастора немецкой церкви в Стокгольме востоковеда Людеке Окерблад собирал сведения о типографиях в Константинополе. Йёрвелл также охотно публиковал материалы, полученные от Окерблада, в своём журнале Upfostrings-Sälskapets Tidningar и даже хотел привлечь его как постоянного репортёра. Дневники и письма примечательны тем, что почти лишены обобщений, обычных для века Просвещения: по-видимому, Окерблад воспринимал стамбульских турок и греков, какими их застал, и не пытался следовать образцам европейских путешественников, которые принижали культурные достижения восточных народов. Судя по переписке, описание путешествия в Левант Доменико Сестини сильно раздражало Окерблада, и он не понимал причин популярности этой книги. Научная работа сдерживалась редкостью европейских книг в Константинополе, доставка новинок через Вену могла занять до полугода. В результате до 1800 года Окерблад не публиковался в научных изданиях.
Сохранился меморандум, в котором Окерблад информировал шведское правительство о турецких обычаях, касающихся принесения клятв при различных обстоятельствах. В этом документе драгоман посольства ссылался на разные источники, в том числе на примеры из военной жизни или судебной практики, и даже цитировал Коран. Вероятно, запрос был связан с прибытием в Константинополь в сентябре 1784 года нового французского посла графа Огюста де Шуазёль-Гуфье. К тому времени он был известным путешественником, который в 1782 году опубликовал «Живописное путешествие в Грецию». В предисловии граф всецело поддерживал создание независимого греческого государства и не скрывал пренебрежения к исламу и туркам. Программой нового посла было поддержание французского господства во всех торговых центрах Османской империи. В свою очередь, шведский посланник должен был следить, чтобы Российское государство держало основные военные силы на Чёрном море, отвлекаясь от дел на Балтике, а также защищать шведских купцов, действующих в Средиземноморье.
Переписка Окерблада со Стокгольмом позволяет сделать вывод, что его главным занятием в 1780-е годы было востоковедение, тогда как до реальной дипломатической работы его допускали редко. Неудивительно, что молодого шведа раздражала канцелярская рутина, составление, шифровка и расшифровка корреспонденций и хлопоты о посылке средств, которых всегда не хватало. Тем не менее, несмотря на жалобы молодого учёного на безденежье, иногда стамбульские базары поставляли ему подлинные находки. Из его переписки известно, что в 1792 году швед приобрёл гератскую рукопись «Шахнаме» середины XV века, снабжённую 74 миниатюрами высокого художественного уровня. Ныне она находится в собрании Института восточных рукописей РАН. Поскольку политическая и экономическая ситуация постоянно менялась, дипломаты могли находиться на службе круглосуточно, но чаще не имели определённых занятий. Вероятно, драгоману поручили подружиться с членами французской миссии и узнать об истинных намерениях посла. В переписке часто упоминались: аббат Делиль, прославленный поэт того времени, дипломат граф д'Отерив, учёный Ансе де Виллуазон, который был знаком с Йёрвеллом и писал ему о талантах Окерблада. В имеющихся источниках нет никаких намёков на эмоциональную жизнь Окерблада и его общение с женщинами в период посольской службы, хотя в 1790-е годы он несколько раз получал выговоры за отлучки из расположения миссии в ночное время, несмотря на эпидемию. Биограф Фредрик Томассон отмечал, что социальное происхождение и недостаток средств обрекали Окерблада на безбрачие.

#### Путешествия 1786—1789 годов
Греческий архипелаг

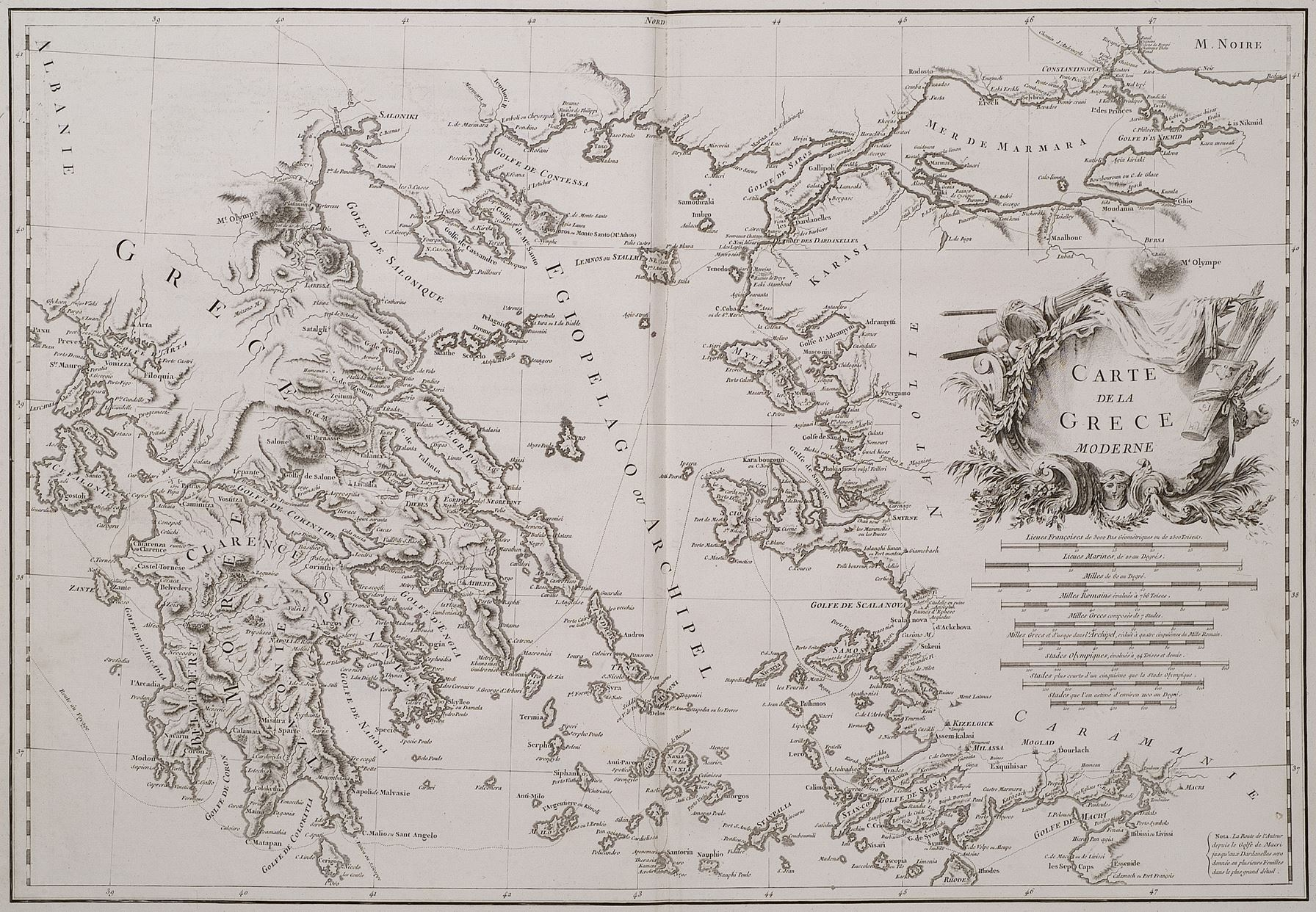
Карта Греции из издания «Живописного путешествия» Шуазёля-Гуфье (1782)

Уже через год после прибытия Окерблада в Константинополь посланник Хейденстам ходатайствовал о выделении средств для его научного путешествия в Ливан, где предполагалось изучение малоизвестных диалектов христиан-арабов. Хлопотать о финансировании пытался и сам Окерблад, но его мнение не было авторитетным, вдобавок, в отличие от Великобритании и Франции, для Швеции исследования Востока не носили самодовлеющей ценности. В июле 1785 года, не получив ответа, Хейденстам известил власти, что позволил Окербладу присоединиться к французской группе Шабанна и Шуазёль-Гуфье, которые собрались объехать древности Вифинии, проследовать далее до Бурсы, осмотреть Измир и Эфес. Посол сообщал в госсекретариат, что Окербладу в научном плане больше нечего было делать в столице и что следовало воспользоваться французским приглашением: «редкий повод совершить такую поездку с комфортом и разумной стоимостью». Упоминалась также мучившая Окерблада «меланхолия». Османские власти предоставили паспорт, позволявший посетить в том числе Иерусалим и Пальмиру. Французский корабль доставил путешественников в Дарданеллы, а далее последовал через Тенедос, Имброс, Лемнос, гору Афон, Скирос, Андрос в Афины. В греческой столице удалось пробыть всего неделю, далее проплыв до Делоса, Пароса, Антипароса и Наксоса. На островах Архипелага Окерблад остался на зиму совершенствовать разговорный греческий язык (в основном на Хиосе), а его французские спутники уехали в Измир. Судя по письму Йёрвеллу от 12 ноября 1785 года, на следующий год Давид Окерблад планировал с оказией отправиться в Сирию, но в конечном счёте вернулся в Константинополь.
Сирия и Ливан
В начале января 1786 года посланник Хейденстам отправил Окерблада в Сирию за собственный счёт, и он уехал раньше, чем из Стокгольма пришёл окончательный отказ финансировать путешествие. Посланнику понадобилось несколько лет, чтобы компенсировать расходы. В течение января Давид посетил Измир, Эфес и Самос, до которых не добрался в предыдущем сезоне, и лишь 9 марта сухопутным караваном отбыл в Алеппо, через Конью и Антакью. В пути его нагнало послание от Хейденстама, и в дневнике много сетований по поводу непонимания шведскими властями значения познания стран Востока. Окерблад также просил Йёрвелла попытаться донести его точку зрения в Стокгольме, но ничего не сообщать отцу. С тех пор тема непризнания со стороны шведских властей станет постоянной в переписке Окерблада. В Алеппо швед пробыл четыре месяца, главным образом по причине чумного карантина. Он остановился у консула Швеции и Нидерландов ван Масейка, который позднее вспоминал, что швед овладел арабским и персидским языками почти на уровне местных жителей. Вынужденная задержка способствовала книжным занятиям, поскольку город был крупным центром традиционной мусульманской и еврейской учёности, изобиловал библиотеками и переписчиками рукописей. Покинув Алеппо 26 августа, Окерблад за четыре дня проделал путь в 150 км до Латакии, где обозрел пещерные гробницы и посетовал, что всё это уже описывалось английскими путешественниками. В Триполисе шведа пускали в мечети и даже поселили в общежитии дервишского тариката. 7 сентября он добрался до монастыря св. Антония (Мар Антун эль Кошая) и задержался в хранилище рукописей. Далее начинались леса ливанского кедра, миновав которые, 13 сентября путешественник прибыл к руинам Баальбека. Все описания впечатлений Окербладом были краткими. Оказии до Пальмиры не случилось, ехать в одиночку было слишком рискованно. Швед предпочёл отправиться в монастырь Мар-Элиас, где была резиденция маронитского патриарха. Проведя там неделю, он на восемь дней остановился в монастыре по соседству, где тоже имелось хранилище рукописей. В скалах внимание шведа привлекли латинские надписи, одна из которых содержала триумфальную молитву императора Марка Аврелия Антонина. 30 октября путешественника пригласили на рукоположение епископа в монастыре Лоэса, которое проводил патриарх, но пиетист с большим трудом дотерпел конца церемонии. Йёрвеллу Окерблад писал о разочаровании: никаких важных памятников для исследований христианских древностей обнаружено не было. 23 ноября исследователь прибыл в Акко, остановившись у францисканцев; в монастырях этого ордена Окерблад останавливался в Назарете и Иерусалиме.
Путешествие по Палестине началось 17 декабря. Пунктами на пути были гора Фавор, Генисаретское озеро, Эммаус, Кана Галилейская, гора Кармель, Кесария и прочие. В Иерусалим путь преграждал чумной карантин, через пять дней Окерблад был вновь в Акко, где дожидался оказии до середины января 1787 года. Далее погрузившись на венецианский корабль, 28 января швед прибыл в Александрию.
Египет

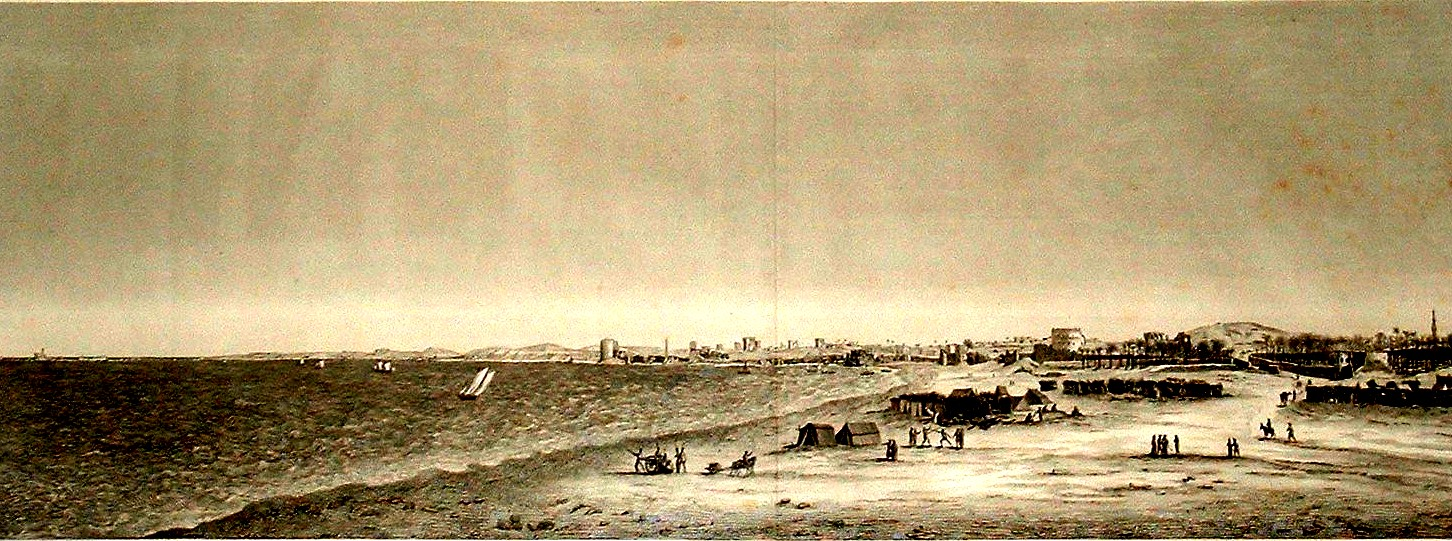
Панорама большой александрийской гавани 1798 года

Юхан Давид Окерблад пробыл в Египте семь месяцев. Страна в тот период была погружена в политическую смуту, поскольку правящие кланы мамлюков стремились избавиться от османского владычества. Летом 1786 года османы отправили в страну военную экспедицию, в результате к 1787 году страна была разделена на зоны военного влияния, в Каире более или менее была восстановлена османская власть. Гражданская война сопровождалась чумой, завезённой с Ближнего Востока, и голодом, поскольку Нил разливался низко в течение нескольких лет подряд. Политическая обстановка не помешала Окербладу посетить достопримечательности Александрии, в том числе Помпееву колонну и «Иглу Клеопатры», которую затем перевезли в Лондон. 16 февраля швед отправился по воде в Розетту и 23-го числа добрался до Каира. Таким образом, шведский путешественник побывал во всех крупнейших городах Османской империи. Пребывание в столице Египта заняло четыре месяца, Окерблад преимущественно занимался местным диалектом арабского языка и общался с коптами, в его записной книжке помещены параллельные словники. Когда в марте в городе начались бои, Окерблад отправился к пирамидам Гизы и Саккары. Поскольку ситуация в стране ухудшалась, а денежные средства полностью иссякли, путешественник отправился к морю, не исполнив планов по изучению арабской литературы. 20 июля он отплыл в Измир на французском судне и 9 сентября благополучно вернулся в Константинополь. Выяснилось, что ещё в январе скончался учитель Карл Ауривиллиус, и его должность переводчика госсекретаря в Стокгольме оказалась вакантной. Хейденстаму было предписано направить Окерблада на родину как можно скорее; ему были компенсированы расходы на путешествие драгомана по Леванту и Египту. Сам Давид просил Йёрвелла ходатайствовать о возвращении длинным маршрутом, чтобы посетить ещё Париж и Лондон. Поскольку приказов не было, 12 марта 1788 года на французском корабле вместе с паломниками Окерблад вновь отправился в Александрию.
Из-за сильных южных ветров в Дарданеллах и Эгейском море цели моряки достигли только 10 апреля 1788 года. Окерблад поселился в доме британского консула Джорджа Болдуина, с которым познакомился в предыдущее посещение Александрии. Из-за новой вспышки чумы было немыслимо ехать в Каир, и 19 мая Окерблад выехал в Ларнаку. Пребывание на Кипре заняло две недели, швед обозрел также Фамагусту и Никосию. Кипр не понравился Окербладу, он счёл, что шведским купцам нечего делать на острове. Однако в записной книжке впервые проявился интерес к письму, которое исследователь называл тогда «финикийским». Поскольку эпидемия не заканчивалась, 10 июня швед отправился на французском судне в Яффо, где высадился 15-го числа.
Святая земля и Северная Африка
Сдав деньги на хранение приору францисканского монастыря, Окерблад выехал верхом в Рамлу, где также остановился в монастыре. Договорившись с арабами, путешественник двинулся прямо на Иерусалим, несмотря на опасность и однообразную дорогу. Местные жители принимали Юхана Давида за турка, он настолько успешно скрывал европейское происхождение, что со шведа не взяли плату, взимавшуюся с немусульман, а также позволили передвигаться верхом по городским улицам. Письмо Йёрвеллу свидетельствовало, что город вызвал недовольство путешественника, который счёл его «провинциальным и лишённым всякой величественности». Оставаясь членом пиетистской общины, он был равнодушен к конфессиональным вопросам, а в конце жизни вовсе разуверился, о чём свидетельствовал лично знавший его Леопарди. В дневнике основную часть записей составляла фиксация местного диалекта иерусалимских арабов. После окончания паломничества Окерблад собирался вернуться в Александрию и продолжить путь в Европу.
Поскольку шла русско-турецкая война, даже на левантийском побережье мореплаватели не решались выходить в море. Ожидание в Яффо длилось две недели, в течение которых Окерблад вышел на самаритян и купил у них рукопись Второзакония, а также выучил алфавит и смог читать записанные им тексты. Наконец, 6 июля лодочник-араб согласился доставить Окерблада в Дамьетту, на что потребовалось при встречном ветре пять дней. В Александрию пришлось ехать верхом: швед на лошади, а его проводник на верблюде. Чтобы не провоцировать разбойников, путники держались необитаемого побережья, а далее встретилась каботажная лодка с арбузами, на которой Окерблад 22 июля добрался до гавани Александрии. Йёрвеллу он сообщал, что в пути одевался, как янычар, и чувствовал себя в совершенной безопасности. Его статус обитателя столицы империи освобождал от многих налогов, а также обеспечивал солидные скидки на охрану и наём проводников. Проведя в Александрии более месяца, Окерблад сумел найти корабль до Туниса (тот перевозил свиту правителя Марокко, возвращавшегося из хаджа), что обошлось в 160 пиастров. Из-за неблагоприятной погоды плавание растянулось на 50 дней. Пребывание в Тунисе продлилось ещё три месяца, до 7 января 1789 года. Окерблад изучал мусульманские города, посетил руины Карфагена и Утики, а также занимался сопоставлением сирийского, египетского и североафриканского арабского диалектов.

#### Возвращение в Европу
22 января 1789 года Давид Окерблад высадился в Марсельской бухте на острове Помег, так как все прибывшие из азиатских стран должны были проходить карантин. Вероятно, в Марселе он продал коллекцию предметов, собранных на Востоке, но основную сумму для проезда в Стокгольм выдал шведский консул. 17 марта путешественник оказался в Париже, в котором встречался с Виллуазоном и оказался рекомендован ведущим ориенталистам того времени: Бартелеми и Сильвестру де Саси. Расходы по пребыванию Окерблада в столице Франции нёс шведский посол фон Гольстейн, супруга которого опубликовала в то время первую книгу под псевдонимом мадам де Сталь. Из-за начавшейся войны с Данией дальнейший путь пролегал через Лондон; в британской столице он пробыл около месяца, события которого известны довольно плохо. Здесь Давид получил письмо отца, в котором сообщалось, что в Лондоне находится его брат Тимотеус.
После прибытия в Стокгольм путешественник подарил Академии наук мумию ребёнка, привезённую в древнем саркофаге из Египта. В сентябре 1789 года Окерблад получил должность переводчика с турецкого языка и секретаря протокола на дипломатической службе. Сохранилось его прошение о выплате жалованья со дня назначения, а не через полугодовой промежуток времени, как было принято. Он был направлен в Финляндию для работы с русскими военнопленными (шла русско-шведская война), владевшими тюркскими языками, в частности, с капитаном-татарином Ахмадом Ага аль-Карими. 10 сентября 1789 года, сразу после назначения, Окерблад представил королю донесение, что опрошенные им пленные сообщали о новом турецком посланнике в России и новом договоре османов и русских. О деятельности и местонахождении Окерблада в 1790 году неизвестно вообще ничего, вероятно, это объяснялось политической неактуальностью турецкого направления для шведского правительства.

#### Второе пребывание в Константинополе
В 1791 году Окерблад вернулся в османскую столицу в должности секретаря-драгомана дипломатической миссии. Его командировка имела прямое отношение к французской революции, которая вызвала резкое неприятие всех дворов Европы. В марте того же года был отозван министр Хейденстам и заменён на дипломата Пера Улофа фон Аспа, для которого это было изгнанием за критику самодержавных склонностей короля Густава III. Аспу требовался специалист-переводчик, хорошо знакомый с обстановкой на Востоке, личная встреча состоялась в Берлине, где новый министр договаривался с прусскими властями об антифранцузском союзе, а также общался с турецким посланником. Новое назначение Окерблад воспринял с неудовольствием, но не имел права выбора. Его языковые навыки пригодились и при общении с греческим купцом. Далее миссия двинулась через Лейпциг и Дрезден, что вызвало в дневнике переводчика сетование, что ни в одном посещённом немецком городе не было собраний восточных рукописей. Два месяца посольство провело в Вене, где Окерблад познакомился с поэтами Альксингером и Блюмауэром, а также филантропом Францем Антоном Зонненфельсом, ботаником Жакеном и лейб-медиком Штёрком. Побывал он и в Императорской королевской академии восточных языков, основанной в 1754 году. В целом учёное сообщество австрийской столицы удостоилось уничижительных эпитетов в дневнике шведского востоковеда. Из Вены миссия быстро проехала в Константинополь через Венгрию, Валахию и Болгарию, оказавшись на месте в начале октября 1791 года.
В декабре посланник Асп удостоился первой аудиенции у султана-реформатора Селима III, поскольку Цельсинг перед отъездом и Окерблад на месте внушили ему важность соблюдения церемониала и протокола у восточных владык, а также необходимость всячески избегать французов. Окербладу было поручено разместить в Стамбуле шведских офицеров, приглашённых султаном для обучения турецкой армии, он же отвечал за официальную переписку со Стокгольмом и подготовку «капитуляций», то есть льготных условий торговли для шведских купцов. Весной 1792 года пришли известия о смертельном ранении короля Густава III, о которой официально Порте было объявлено 25 мая. Вся переписка по этому вопросу шла в зашифрованном виде, что очень утомляло Окерблада. В частной переписке он не соблюдал мер предосторожности, что было поставлено ему на вид, когда оказалось, что шведскую дипломатическую почту перлюстрировали в Вене при пересылке. В частных письмах он рассуждал о шведском либерализме и интересовался делами революционной Франции. Он не скрывал также неприязненного отношения к дворянству. Весной 1793 года Окерблад требовал у правительства скорейшего возвращения в Швецию, тогда как министр Асп стремился задержать его в Стамбуле и хлопотал о финансировании очередного путешествия по странам Востока. Наконец, султан Селим решил отправить официальные поздравления новому шведскому королю Густаву, которые по протоколу должны были доставляться дипломатическим лицом, а не курьером. 5 сентября 1793 года Окерблад выехал из Стамбула в составе свиты голландского посла, с которым расстался на австрийской границе и далее следовал самостоятельно.

#### Швеция — Франция — Греция

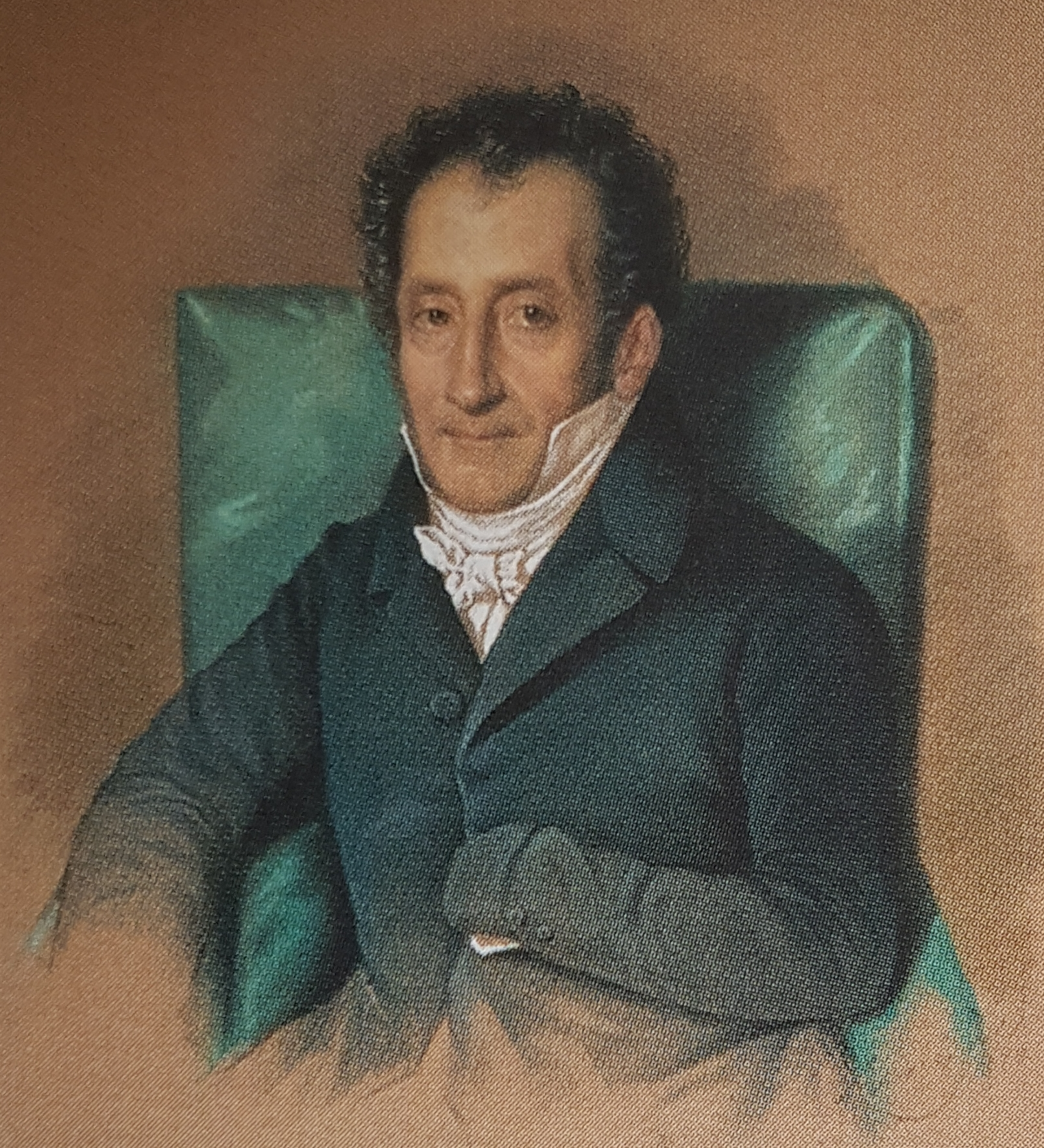
Абрахам Константин Мураджа д’Оссон

Прибыв в Стокгольм 1 декабря 1793 года, Окерблад доставил пакет документов о конфликте министра фон Аспа со вторым секретарём миссии Абрахамом Мураджой д’Оссоном. Данный конфликт вызвал сильнейшее раздражение госсекретаря, усилив негативное отношение к восточным делам. Регентское правительство принца Карла проводило консервативную политику; при этом с влиятельным министром Рейтерхольмом у Окерблада были хорошие отношения (вплоть до полуиронического именования его в переписке «великим визирем»). Окерблад думал о новом месте работы и переписывался с профессором Ростокского университета востоковедом Олафом Тихсеном. Впрочем, управляющий делами государственного секретариата барон Розенхейн стремился вернуть Давида в Стамбул, но тот упорно отказывался. Лишь в мае 1795 года, столкнувшись с угрозой увольнения, Окерблад обратился к канцлеру Спарре с согласием на возвращение в Турцию.
В начале августа 1795 года Окерблад отбыл в Турцию через Париж с курьерским поручением. Рейтерхольму он главным образом жаловался на дороговизну: порученные ему документы были срочными, граница Франции и германских государств по Рейну была закрыта, и из Гамбурга пришлось ехать через оккупированную Голландию на арендованном экипаже, что требовало существенных расходов. Поездка через Дижон и Лион в Марсель повергла шведа в уныние: в порыве революционного угара местные жители и власти разрушали церкви и монастыри, во множестве уничтожая библиотеки и произведения искусства. Не найдя транспорта до Константинополя за месяц ожидания, Окерблад двинулся в Геную, которая была осаждена англичанами, и лишь в Ливорно нашёл корабль до Измира, куда прибыл 14 января 1796 года. 7 февраля он добрался до Стамбула верхом. На месте Давид узнал, что новым министром шведского королевства при султанском дворе стал Мураджа д’Оссон.
Отношения Окерблада и Мураджи д’Оссона сразу не сложились: они интриговали и обвиняли друг друга перед стокгольмскими покровителями. Посланник критиковал переводчика за «капризы», высокомерие и недостаток дисциплины (в том числе описывая ночные похождения Окерблада). Юхан Давид утверждал, что Мураджа д’Оссон, урождённый армянин, не заботится о благе шведского королевства и занимается незаконной торговой деятельностью. Наконец, оба получили выговоры. Окерблад стал добиваться перевода в шведскую миссию в Неаполитанском королевстве. 10 июня 1797 года Окерблад покинул османскую столицу и более не возвращался в этот город. В июле Давид отправился в Троаду, чтобы сопоставить гомеровские описания с реальным ландшафтом. Итогом его поездки стало предположение, что руины римского города Новый Илион покоятся в недрах холма Гиссарлык. Из Дарданелл он отправился в Архипелаг, добравшись до знаменитой тогда греческой школы на Хиосе, и, наконец, 9 августа прибыл в Афины. Обследовав Акрополь, в течение августа Давид выезжал в Элевсин, Мегару и Фивы. В период поездок по Аттике и Беотии он заинтересовался цаконским наречием и албанским языком.

#### Первое путешествие в Италию
Греческий дневник 1797 года обрывается записью от 29 августа, следующие пять месяцев не документированы. По косвенным данным можно предположить, что Окерблад побывал в Микенах и на Закинфе. 8 февраля 1798 года Давид прибыл в Рим, побывав перед этим во Флоренции. Буквально через несколько дней в Вечный город вошли французские войска, а 15 февраля была провозглашена Римская республика. Давид Окерблад, несмотря на политический хаос, продолжал свои странствия: в апреле направился в Неаполь и Салерно и побывал в храмах Пестума. Побывал он и у кардинала Борджиа, в домашнем музее которого в Веллетри была не имевшая аналогов в XVIII веке коллекция восточных рукописей и произведений античного искусства. Борджиа был известен как покровитель датских учёных, обосновавшихся в Риме, величайшим из которых был Георг Соэга. Поскольку Соэга был агентом Датской академии изящных искусств, Окерблад, вероятно, полагал, что сможет занять аналогичную должность для Швеции, и стал составлять список художников, живущих в Риме. Соэга познакомил его со скульптором Торвальдсеном. Действия французов по вывозу произведений искусства швед однозначно характеризовал как «разграбление».
Шведские купцы перечислили в Риме Юхану Давиду жалованье переводчика, которое продолжало ему выплачиваться даже после того, как служба была оставлена (вплоть до 1803 года). Георг Соэга заинтересовал Окерблада Древним Египтом, и под руководством датчанина Давид приступил к изучению коптского языка. Спустя полгода Соэга признавал, что у шведа лучшие лингвистические способности, и он более преуспел в коптских штудиях, чем его учитель. Впрочем, Давид считал коптские рукописи «утомительными» (и даже «удручающими») из-за их религиозного содержания, гораздо больше его заинтересовала возможность того, что коптский язык — именно тот, на котором египтяне писали иероглифами. В Стокгольм он доносил, что получил от знакомых французских чиновников предложение войти в состав научного отряда, направляемого вместе с Наполеоном в Египет. Впрочем, документальных подтверждений этому факту нет.
9 мая 1799 года Окерблад решился вернуться в Швецию. Сохранился выданный ему паспорт, датированный 11 флореаля VII года Республики, где содержится единственное описание его внешности: «блондин обычного роста, с круглым лицом, широким носом, рот правильной формы, глаза тёмные». Он задержался в Ливорно, рассчитывая переправить через знакомых шведов собранные им на Востоке коллекции. В составленной им для пересылки в Стокгольм описи на латинском языке числятся: самаритянский свиток Второзакония из Яффы, 6 коптских и 5 эфиопских рукописей, множество арабских манускриптов, в том числе список Корана, трактат Авиценны, христианские тексты, сборники стихов, географические и исторические, логические и астрономические труды, 17 рукописей на персидском языке и 27 — на турецком, включая грамматики и словари и сборник договоров между Портой и Францией и аналогичный сборник договоров с Россией. Это собрание так и осталось в Италии, упакованное в девять сундуков. В 1815 году почти всё это собрание было продано голландскому консулу, который перепродал его в Россию. Почти все рукописи собрания Окерблада идентифицируются в российских собраниях. Потерпев неудачу с коллекцией, швед уехал в Венецию, где общался с изгнанным из Рима кардиналом Борджиа и познакомился с Антонио Кановой. Рассматривая статуи львов, вывезенных из Афин в 1687 году, Окерблад обнаружил на них скандинавские рунические надписи. Статья об этих надписях и составила первую научную публикацию учёного. 12 января 1800 года Окерблад прибыл в Гёттинген, где был представлен Христиану Гейне, и опубликовал в учёных записках университета доклад о финикийских надписях; швед был единогласно избран членом-корреспондентом Гёттингенской академии. Познакомился он с Мюнтером и с его сестрой Фридерикой Брун. Только здесь была установлена связь с родиной, из переписки следовало, что прошлым летом (9 августа 1799 года) скончался отец Окерблада, а начальство требовало скорейшего возвращения. 24 мая Давид прибыл в Стокгольм.

#### Последнее пребывание в Швеции
Давид Окерблад находился в двусмысленном положении: ему продолжали выплачивать жалованье переводчика, не предлагая вакансии по ведомству иностранных дел; начальство ограничивалось намёками. Очевидно, связи с родственниками давно оборвались, но свою долю наследства (от Юхана-старшего осталось состояние в 11 000 риксдалеров) Давид получил и мог рассчитывать на устойчивое материальное положение в течение нескольких лет. Судя по переписке с Мюнтером, он не собирался оставаться на родине и распорядился хранить вещи и коллекции на складе в Риме. Вскоре Окерблада наняли для разбора финикийских монет в королевском минц-кабинете и составления каталога, который так никогда и не был закончен. Учёный жаловался на отсутствие достойного интеллектуального окружения и полное безразличие начальства к науке. Сохранившаяся рукопись датирована 19 марта 1801 года и содержит описание сорока монет с финикийскими надписями, представлявшими разные финикийские поселения в Средиземноморье; в конце концов Окерблад даже получил королевский гонорар в сто риксдалеров. Однако работа с монетами подтолкнула учёного к работе с финикийской надписью, скопированной Пококом на Кипре; публикация предполагалась в Париже. В переписке с Мюнтером упоминается и статья о рунических надписях на венецианской статуе льва; сначала предполагалось поместить её в датский журнал, но Сильвестр де Саси настоял на французской публикации. Тогда же в переписке с Мюнтером Абрахам Гиацинт-Дюперрон сетовал, что учёные отказались от латыни как универсального языка науки, а переход на национальные языки «рассеивает усилия учёных».
23 августа 1800 года Окерблад подал королю прошение на замещение вакантной должности агента Шведской академии словесности в Риме. Королевский музей при ней был открыт ещё в 1794 году, но большая часть предметов, купленная для него в Италии, были репликами или откровенными подделками. Однако прошение в конечном итоге так и осталось без ответа. Впоследствии учёный был заочно (на заседании 13 июля 1802 года) избран членом-корреспондентом Академии словесности. В июне 1801 года Юхан Давид Окерблад получил королевскую аудиенцию, был назначен в Париж и покинул Швецию, как оказалось, навсегда.

#### Париж — Гаага
В конце лета 1801 года 38-летний Окерблад прибыл в Париж, рассчитывая работать с коптскими рукописями и опубликовать диссертацию «О новом переводе финикийской надписи [хранящейся] в Оксфорде». Она была напечатана в государственной типографии, располагавшей восточными шрифтами, вывезенными из Рима. Сильвестр де Саси сразу же оценил значение труда своего шведского коллеги, кроме того, Давид познакомился с Милленом де Гранмезоном, редактором «Magasin encyclopédique», который широко пропагандировал его достижения. Как только в Париже появились слепки Розеттского камня, Окерблад заявил, что коптский язык может оказаться важнейшим средством дешифровки египетского письма. Работой с текстами Розеттского камня занялся де Саси (пользуясь гравированным текстом, изданным в 1803 году), тогда как Окерблад работал над коптским курсивом. Взявшись за отождествление греческих имён в иероглифическом и демотическом тексте, швед категорически заявил, что, по крайней мере, иностранные имена в египетском письме записывались чисто фонетическим способом. Он также доказал, что коптская буква Ϥ передавала местоимение мужского рода в третьем лице единственного числа, и этот же знак использовался в демотике.
Известность, которую Окерблад приобрёл в Париже, побудила шведского богослова Густава Кнёса ходатайствовать перед правительством в Стокгольме о финансировании его работ. В ноябре 1802 года Давид был назначен секретарём шведского представительства в Гааге, что не вызвало у учёного восторга. Его коллеги также считали, что именно отзыв в Голландию помешал Окербладу довести до конца дешифровку Розеттского камня. 15 ноября Давид Юхан прибыл к месту назначения. По-видимому, он достойно исполнял служебные обязанности и в августе — сентябре 1803 года на время отпуска начальства даже был назначен временно исполняющим обязанности поверенного. Сохранились его донесения в Стокгольм о военных передвижениях и намерениях первого консула Наполеона Бонапарта. Впрочем, немало времени посольский секретарь проводил в Лейденском университете, где копировал лучшую из известных рукописей ибн-Хаукаля, готовясь к созданию труда по географии Египта на основе коптских и арабских источников. Также он помогал лейденским учёным описать и каталогизировать самаритянские рукописи в библиотеке. Судя по переписке с Мюнтером, швед за год неплохо освоил нидерландский язык, но ругал местный климат и сетовал, что лейденские учёные полностью изолированы от коллег во Франции и Германии. Настойчивые прошения привели к тому, что в 1803 году Окерблада перевели в шведское посольство в Париж. 20 мая 1803 года он был заочно избран в Национальный институт по секции древностей, вместе с Виллуазоном и де Саси. После восстановления Академии надписей в 1816 году членство Окерблада было автоматически подтверждено.
В марте 1804 года резко ухудшились шведско-французские настроения; полномочный министр был отозван из Парижа после казни графа Энгиенского, а Окерблад был оставлен в ранге поверенного в делах для информирования шведского двора. 20 мая он отправил депешу о восстановлении Наполеоном монархии и намерении стать императором. 17 августа поверенный извещал о публикации в газете «Le Moniteur» резкой антишведской статьи и испрашивал инструкций о дальнейших действиях. Окербладу было приказано запросить объяснений у правительства Франции, а 3 сентября дипломатические отношения были разорваны, и Давид получил приказ покинуть страну. Из-за отсутствия Талейрана до 11 сентября не удавалось получить паспорт, затянулись и дела по ликвидации дел посольства. Окерблад испросил разрешения выехать в Италию, а не в Штральзунд, где находился король.

### Итальянские годы (1804—1819)

#### Независимый исследователь

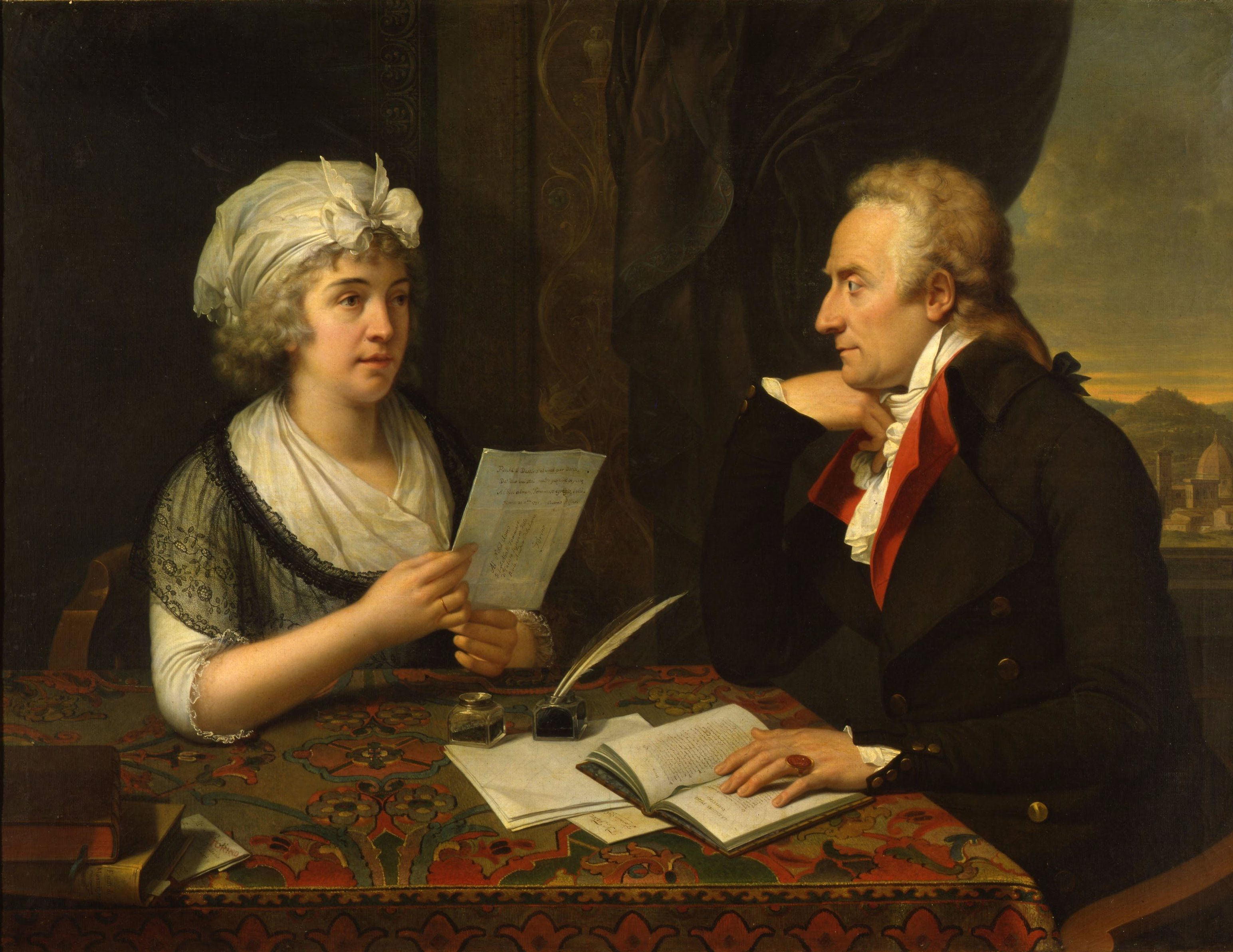
Франсуа Фабр. Портрет Альфьери и графини Олбани. Турин, городской музей

16 сентября 1804 года Окерблад покинул Париж, завершив на этом занятия египтологией. Следующие 15 лет его жизни были в той или иной степени связанными с Италией. Поначалу шведское правительство сохранило за ним жалованье секретаря-переводчика. До февраля 1805 года шведский учёный путешествовал по Швейцарии (посетив Базель, Женеву, Берн, Лозанну), в основном интересуясь римскими дорогами и укреплениями, а также копируя найденные латинские надписи. Далее он провёл весну в Милане и Павии. В июле 1805 года, когда Окерблад находился в Пизе, до него добрался королевский указ о прекращении выплаты жалованья, а далее пришёл приказ о немедленном возвращении в Стокгольм. Учёный не подчинился, продолжил путешествие, добравшись до Рима лишь 24 марта 1806 года. Объяснение о своём невозвращении он дал представителю Швеции при дворе королевства Этрурия в феврале 1807 года: началась война четвёртой коалиции, а французский представитель в Риме отказался выписывать паспорт. По мнению Ф. Томассона, это были только формальные отговорки, и более он никогда не пересекал Альп. Перечисленные даты — практически единственные сведения, которыми биографы располагают для его первого итальянского года.
Жизнь независимого исследователя в Риме была намного дешевле, чем в любой европейской столице; вдобавок научное изучение античных древностей лишь начиналось. Благодаря знакомству с семейством Пиранези Окерблад получил доступ к частной библиотеке Барберини и получил заказ на описание мраморов из коллекции Альбани. Работал он также и в Ватикане, а также с коллекцией Додвелла, вывезенной из Греции и ожидавшей перевозки. Ближайшим римским другом стал немецкий филолог Фридрих Велькер, который тогда был домашним учителем детей Вильгельма Гумбольдта. Знакомство их произошло, предположительно, во Флоренции; зашедший к Окербладу Велькер застал его в полдень в постели за чтением Еврипида. Благодаря рекомендациям Сильвестра де Саси деловые отношения установились и с Канчелльери, который и до этого общался со шведскими учёными. В переписке де Саси и Канчелльери упоминалось желание шведа вернуться в Париж; в результате весной 1807 года тот действительно переехал во Флоренцию, ожидая примирения Швеции и Франции.
Во Флоренции учёный был вхож в салон Луизы Штольберг-Гедернской, общался с Альфьери и пользовался его библиотекой. В этот период главным предметом его интересов была греческая литература. Поддерживалась и дружба с Полем-Луи Курье, но, по-видимому, их переписка была отредактирована. Именно Курье предположил, что основной причиной переезда Окерблада во Флоренцию была любовная интрига, и величал его «Шведским Аристиппом». Благодаря способностям шведа договориться с кем угодно, они с Курье попали в закрытую для всех библиотеку монастыря Бадии, где обнаружили рукопись «Дафниса и Хлои» с отрывком, неизвестным ранее. Далее Окерблад отказался войти в состав французской комиссии по разбору фондов Лауренцианы, опасаясь, что если ценные издания и рукописи будут вывезены во Францию, это испортит его репутацию в Италии. Однако швед сопровождал выезд комиссии в Бадию 1 декабря 1808 года и обнаружил, что пропали более двадцати наиболее ценных рукописей, которые он видел в прошлый раз. Часть из них затем «всплыла» в частных собраниях.
21 марта 1809 года Окерблад выехал из Флоренции в Рим, поведав Курье, что намерен обосноваться в городе надолго. Римские годы жизни учёного изучены хуже всего, ввиду бедности внешней событийной канвы и недостатка источников. Главным документом является переписка Окерблада с Себастьяно Чампи, ведшаяся до 1817 года (54 письма поступили в Стокгольм и ещё 15 остались в Пистойе). Учёный жил напряжённой внутренней жизнью, вступил в общество антикваров, академию Св. Луки и «Аркадию» (с присвоением имени «Антикарн Кифизий»), был известен в среде высшего католического духовенства.

#### Римский затворник

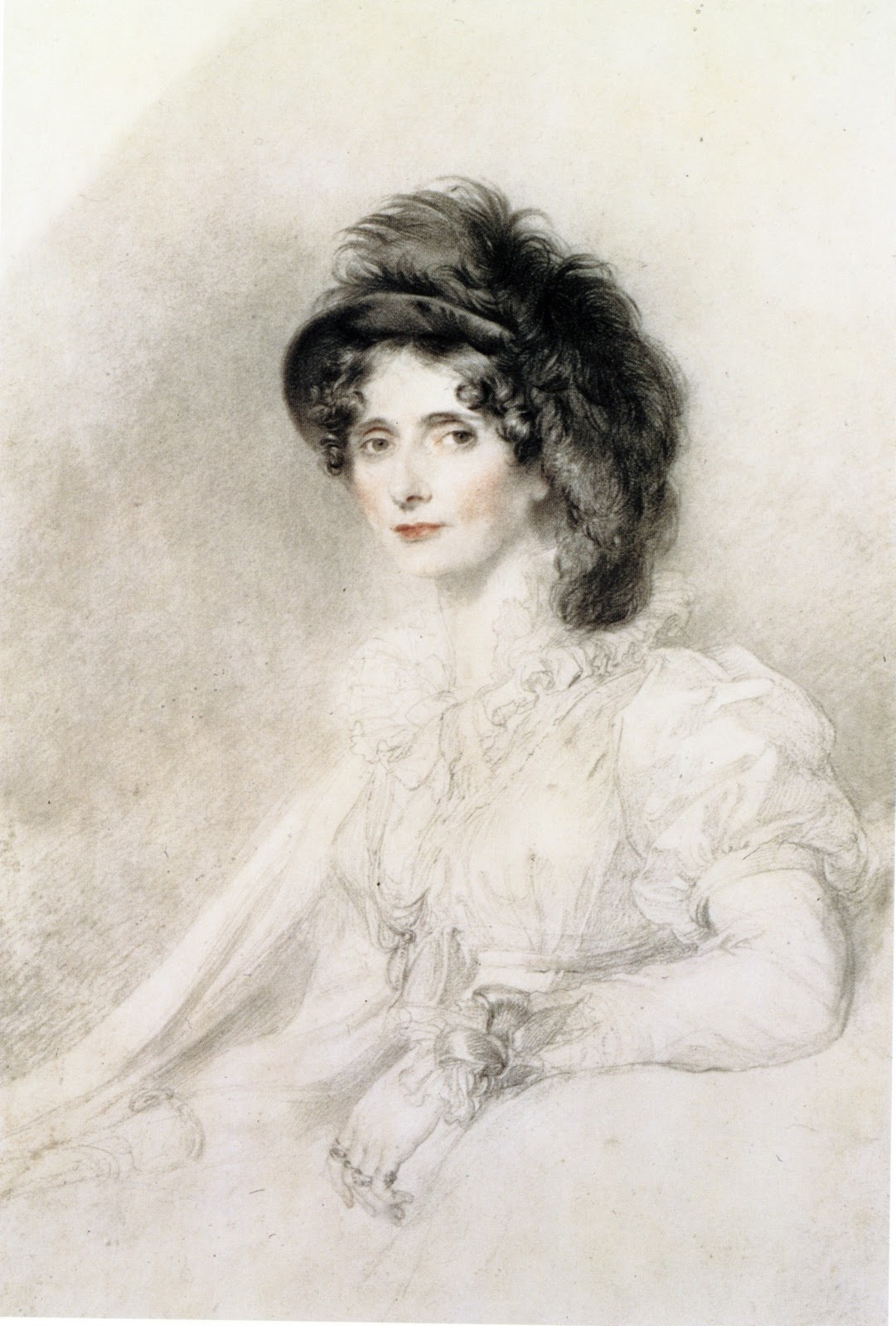
Томас Лоуренс. Портрет герцогини Девонширской во время её пребывания в Риме в 1819 году

В первый римский год швед снимал квартиру на Площади Испании и общался в основном с членами немецкого землячества. Научная его производительность казалась низкой из-за того, что римские типографии находились в упадке, а стоимость бесприбыльных научных изданий была очень высокой; издатели требовали залога. Переписка с Чампи и с неназванным шведом из Ливорно — единственный источник, позволяющий судить о частной жизни Окерблада. Ещё в 1807 году он переживал мучительный роман с некой Алесиной. Некоторую вольность нравов в Италии начала XIX века отмечали почти все иностранные путешественники, и этим положением учёный-холостяк без постоянного дохода, вероятно, широко пользовался, прослыв дамским угодником.
В 1810 году произошёл конфликт Окерблада со шведским посланником во Флоренции Юханом Клесом Лагерсвордом. По предположению Ф. Томассона, клеветническая кампания, начатая Лагерсвордом, объяснялась боязнью конкуренции: если бы Окерблад добился звания римского агента, из-за ограниченности финансирования могло бы закрыться представительство в Тоскане. Лагерсворд официально обвинил Окерблада в предательстве Швеции и её национальных интересов, незаконном оставлении места службы на Востоке и в Париже, неприязненном отношении ко всем, кто не был равен ему по знаниям, и тому подобном. Практически одновременно оба оппонента обратились к министру иностранных дел фон Энгестрёму, который также возглавлял Лундский университет. Собственно, Окерблад обращался к Энгестрёму, осведомлённому о его работах, с просьбой о финансировании, ибо не получал регулярного жалованья в течение девяти лет. В Стокгольме не обратили внимания на конфликт двух дипломатов, тогда как Лагерсворд продолжал нападки на Окерблада ещё в 1817 году.
В 1815—1816 годах Окерблад свёл знакомство с Генри Солтом и Чарльзом Кокереллом, которые всецело помогали ему материально и приглашали интерпретировать сделанные ими в Греции и Египте находки. Статуи, найденные Кокереллом на Эгине, были первыми обнародованными в Европе образцами архаического греческого стиля. Окерблад в послании к Чампи выражал опасение, что итальянские антиквары не оценят их, поскольку «они представляют собой нечто среднее между египетским и классическим эллинским искусством». Также Давид был одним из первых исследователей, которые осознали, что древняя скульптура раскрашивалась, ещё когда посещал Акрополь в 1797 году. Шведский учёный произвёл впечатление на герцогиню Девонширскую, которая стала его покровительницей и наняла для раскопок на Римском форуме. В Италии главным источником дохода Окерблада стало сопровождение британских путешественников по достопримечательностям, ибо он хорошо владел разговорным английским языком, а также постоянно служил гидом и переводчиком для шведских соотечественников — купцов и даже шведского посланника в Вене, направленного в Рим. Единственным шведским другом Давида, постоянно живущим в Риме, был скульптор Бистрём. Иногда он брал комиссии у друзей, которые заказывали ему произведения искусства, например, при покупке Мюнтером древней камеи отличной сохранности. Окерблад также считался отличным знатоком подлинности антиков и оценщиком их рыночной стоимости. Ещё в 1812 году французы мобилизовали Окерблада и Филиппо Висконти для оценки коллекций, конфискованных у Борджиа в Веллетри. Швед дружил с археологом и нумизматом Миллингеном, который был одним из самых крупных торговцев антиквариатом на римском рынке. Окерблад возлагал большие надежды на неаполитанского короля Мюрата и его жену Полину Бонапарт, но из-за падения наполеоновского режима так и не получил должность директора археологического музея, ответственного за публикацию геркуланумских папирусов.
После Венского конгресса и восстановления Папской области Окерблад стремился переехать в Париж. Переписка с Шампольоном и де Саси укрепила его в мысли, что во Франции он сможет получить постоянную оплачиваемую должность. Английские туристы снабжали учёного новейшими книгами и журналами, но заработки гида были низкими и нерегулярными, вдобавок препятствуя полноценной научной работе. В 1816—1817 годах покровителями шведа стали двое славянских аристократов: Станислав Понятовский (Окерблад именовал его «Лукуллом») и «русский Платон» — князь Андрей Яковлевич Италинский, который занимался со шведом арабским языком. Последняя публикация Окерблада по финикийским надписям посвящена именно Италинскому. Он также познакомил востоковеда с великим князем Михаилом Павловичем.
Утром 8 февраля 1819 года Давид Окерблад был найден мёртвым у себя на квартире в доме № 56 на виа Кондотти. Была зафиксирована смерть от апоплексического удара: 55-летний учёный был тучным и склонным к апоплексии. Квартира была опечатана шведским представителем Пентини, похороны оплатил секретарь бывшего голландского короля Луи Бонапарта. Кончина Окерблада зафиксирована в переписке и дневниках практически всех иностранных художников и учёных, живших тогда в Риме. Известили и Сильвестра де Саси в Париже. Учёный упокоился на кладбище Тестаччо, на похоронах не было ни одного шведского подданного. Могила была обозначена надгробием, но неизвестно, кто и за чей счёт его установил. Судя по описи, составленной Пентини, после смерти учёного остались двое часов, несколько антикварных монет и камей. Упоминались и книги, но без перечисления заглавий. После выплаты долгов все имевшиеся деньги были перечислены сестре Окерблада в Стокгольм. Пентини, по-видимому, присвоил часть вещей, по крайней мере, две записные книжки Окерблада поступили в Ватиканскую библиотеку от его сына — кардинала Франческо Пентини. Смерть учёного вообще не была замечена в Швеции, а написанный Эриком Бергстедтом некролог так и не вышел в свет.

## Интеллектуальная деятельность

### Окерблад — востоковед

#### Финикийцы

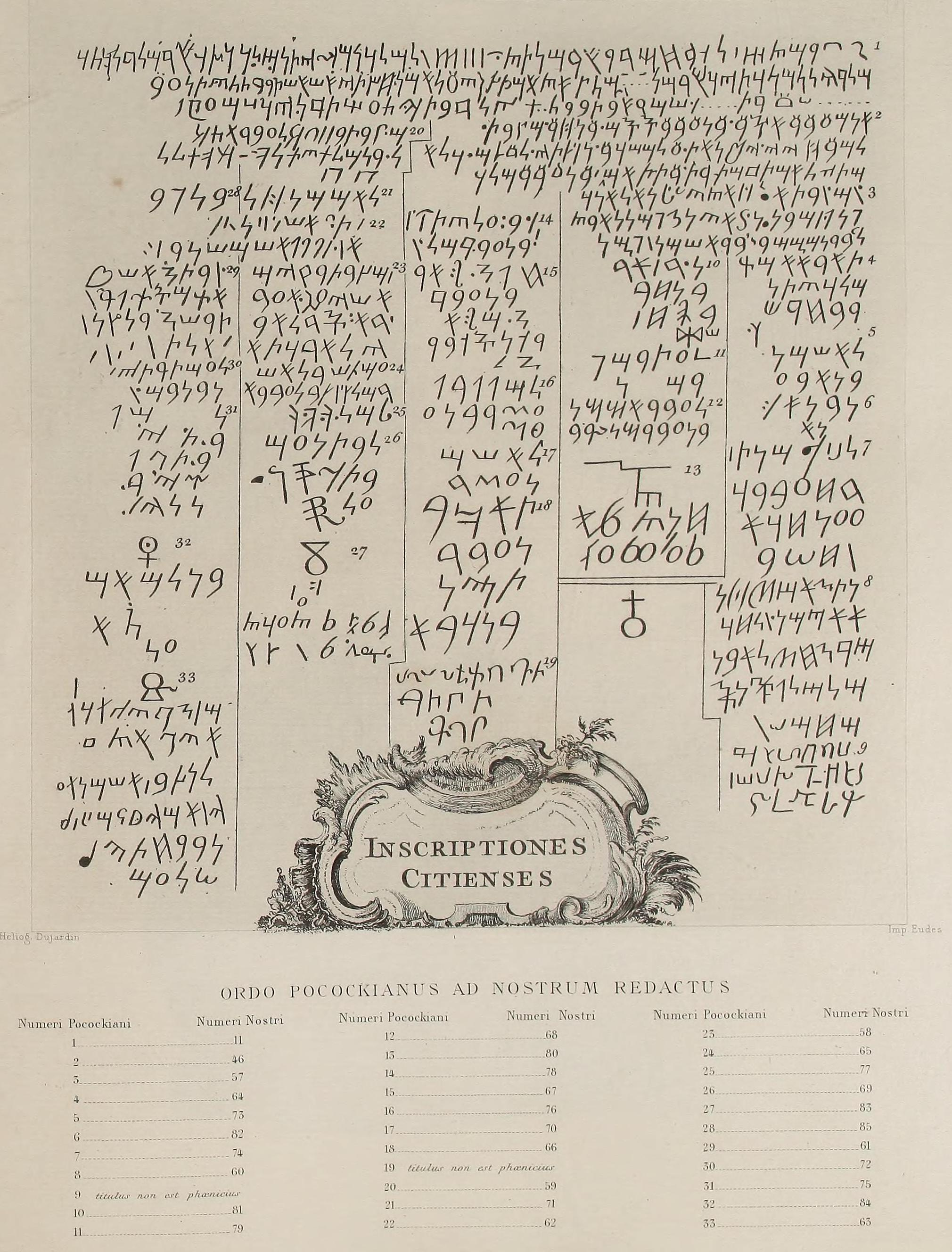
Китионская надпись, воспроизведённая Пококом в труде «A Description of the East, and Some Other Countries»

Одним из главных предметов интереса Давида Окерблада в течение всей жизни была финикийская письменность. Впервые он столкнулся с её образцами во время пребывания на Кипре, но преимущественно работал с гравированными воспроизведениями Покока 1738 года; оригиналы, с которых были сделаны зарисовки, были уничтожены в 1749 году, за исключением одного образца, доставленного в Оксфорд. Окерблад обнаружил и зарисовал ещё две финикийские надписи, не включённые в отчёт Покока, записав в дневнике, что надписей больше, но у него нет возможности рисовать далее. В свете мифа о Кадме, передавшем финикийский алфавит грекам, Окерблад рассматривал эллинские и семитологические штудии как тесно связанные между собой. Финикийское письмо было дешифровано незадолго до того Бартелеми, с которым Окерблад общался в Париже в 1789 году. Одной из первых публикаций шведского учёного был перевод и анализ кипрской надписи № 2 из коллекции Покока; в этом же трактате описан двуязычный — семито-греческий — надгробный памятник, обнаруженный в Афинах. В общем, вклад Окерблада в семитологию Ф. Томассон считал второстепенным, немного было и публикаций; впрочем, современники, включая Гезениуса, считали его авторитетным филологом, который хорошо понимал трудные тексты.

#### Египтология
Юхан Давид Окерблад остался в истории науки и стал международно признанным в своё время специалистом благодаря кратковременному интересу к Розеттскому камню, который представлял лишь эпизод в его карьере филолога-полимата. Сам он писал, что посвятил этим штудиям не более двух месяцев. После прибытия в Париж в 1801 году основными занятиями Окерблада были публикация оксфордской финикийской надписи и коптологические штудии. Существенным достижением стало открытие ранее не известного коптского курсива в рукописи X века из Вади-Натрун, что сразу было разрекламировано Сильвестром де Саси. Статью о своём открытии шведский учёный поместил в Magasin encyclopédique, в этой же статье выражалась уверенность, что коптский язык является ключом к пониманию Розеттской надписи.
Первые репродукции Розеттского камня были сделаны в январе 1800 года в походной типографии Наполеона в Каире, главой которой был Жан-Жозеф Марсель. Это были негативные оттиски, полученные приложением листа бумаги к поверхности стелы, покрытой чернилами. Образцы были направлены в Национальный институт. Окерблад немедленно оказался в курсе дела. В марте 1802 года захваченный англичанами монумент был выставлен в Лондонском обществе антикваров, а с лета 1803 года на постоянной основе был установлен в Британском музее. Однако это не способствовало прогрессу египтологических исследований: Обществом антикваров было сделано всего четыре гипсовых слепка для университетов Англии, Шотландии и Ирландии, а гравирование надписей шло крайне медленно. После изготовления гравюр оказалось, что они чрезмерно дороги: греческая часть, изданная тиражом 1000 экземпляров, стоила 15 гиней, демотическая — 25 гиней, а иероглифическая — 35 гиней. Египетские части надписи были отпечатаны в количестве 500 копий. Окерблад был включён в список рассылки обязательных экземпляров греческой части, а Сильвестр де Саси получил в дар все три текста. Шведскому дипломату пришлось просить своё начальство попытаться получить из Лондона египетские репродукции, что и было сделано.
Позднее выяснилось, что репродукция Розеттского камня несовершенна, особенно много ошибок было в демотической части. В 1814 году Жан-Франсуа Шампольон, сопоставляя два разных издания, отмечал, что они отличаются друг от друга и просил Королевское общество сопоставить их с оригиналом. Эту работу проделал секретарь по иностранным делам Королевского общества Томас Юнг, который также увлёкся египтологией. Он утверждал, что в греческой части почти нет искажений, препятствующих работе с текстом. Впоследствии оказалось, что даже в иероглифической части были искажения, и Юнг недоумевал, почему в имени Клеопатры первый (алфавитный) знак соответствовал букве «Т», что и привело к его разочарованию в дешифровке.

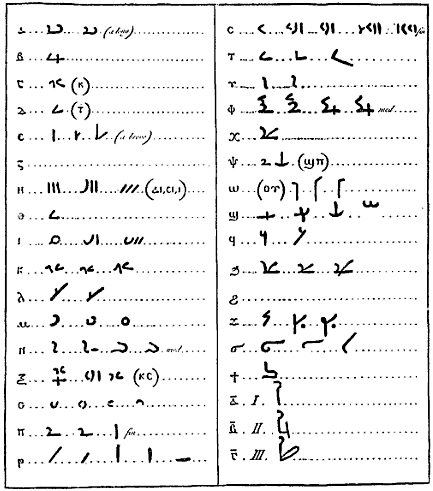
Таблица демотических знаков и их коптских соответствий, составленная Давидом Окербладом

Основную работу с Розеттским камнем в 1802 году проводил Сильвестр де Саси, который сосредоточился на демотической части надписи. Логика его была такова: поскольку было ясно, что тексты всех трёх частей надписи идентичны по содержанию, можно было попытаться отождествить греческие имена в египетском тексте. Поскольку господствовала позднеантичная точка зрения, что иероглифы представляли символическую систему письма (то есть не связанную с передачей звучащего слова), демотика казалась предпочтительнее. Структурный анализ показал, где в тексте должны быть имена, но не удавалось разложить знаки по звуковому значению. Окерблад, напротив, заявил, что демотика — чисто звуковое письмо, и брался довести работу до конца. В опубликованном осенью 1802 года «Открытом письме гражданину де Саси», Окерблад прямо заявил, что руководствовался методом Бартелеми, применённым для пальмирского письма. Также он принял за аксиому, что коптский язык — преемник языка, на котором сделаны надписи на Розеттском камне. К тому времени Окерблад дополнил коптский словарь Лакроза двумя тысячами новых лексем со ссылками на рукописи, откуда и в каком контексте они были взяты. Для сопоставления египетской и греческой частей надписей использовался структурный метод, позволивший определить в демотическом тексте все греческие имена и названия. Сразу оказалось, что некоторые буквы коптского алфавита происходили от демотических знаков, в частности, Ϣ, Ϧ, Ϩ, Ϫ, и Ϯ; вероятно, они аналогично читались. Швед согласился с определением Соэги, что в картушах иероглифической части были помещены царские имена, некоторые знаки в которых соотносились с демотическими. Фредрик Томассон определил, что основную часть работы Окерблад провёл на основе каирского оттиска, в котором не все знаки были ясно пропечатаны, что и застопорило работу. Тем не менее удалось фонетически прочитать слова: «египетский», «храмы», «количество/множество» (в форме наречия). Окерблад показал, что слово «храм» через коптский язык вошло в египетский арабский диалект, в котором оно означало не мечети, а именно древнеегипетские руины. В попытке составить «демотический алфавит» учёный перечислил 29 знаков. В общем, ему удалось убедительно доказать свою гипотезу о родстве коптского и египетского языков и показать, что данный метод явится отправной точкой для фонетической дешифровки.
После отъезда Окерблада из Парижа его почин в 1810-е годы подхватили Этьен Катрмер и Жан Шампольон. Последний рано понял, что предложенный шведским учёным метод должен увенчаться успехом, тогда как Картмер взялся за дальнейшее развитие коптологии; он работал с теми же рукописями, что и Окерблад десятилетием ранее. Кроме того, 21 сентября 1810 года в Национальном институте была прочитана статья Окерблада о египетской географии по коптским источникам, но опубликована она была лишь в 1834 году, когда сделанные там выводы и описанные источники не были актуальными. Шампольон прямо обратился к шведскому учёному в Рим письмом 31 января 1812 года, на которое получил немедленный ответ. Оригиналы обоих посланий не сохранились, шампольоновское известно только по отредактированному в цитированиях черновику. Французский учёный отправил в Рим собственный трактат «Египет при фараонах» и получил в ответ каталог коптских рукописей Соэги, вышедший в 1810 году в Вечном городе. Шампольон знал, что Соэга был учителем Окерблада в коптологии, а Давид повторил собственные сетования об отсутствии светских коптских текстов из статьи 1802 года. Коснулись они и вопросов дешифровки. Окерблад и в 1812 году по-прежнему считал, что демотика была чисто алфавитной письменностью, но они с Жаном-Франсуа разошлись по вопросам консонантизма. Также Юхан Давид сообщал, что продолжал работать с демотической частью, отождествил новые слова, но не был уверен в результате. Фредрик Томассон предполагал, что общение Окерблада с молодым французским коллегой способствовало его полному отказу от дальнейших египетских исследований.
В 1814 году возобновилась переписка Окерблада и Томаса Юнга; английский учёный интересовался новыми работами по Розеттскому камню, но сомневался в полезности алфавитной гипотезы. В 1816 году он опубликовал свою переписку с Окербладом и де Саси в кембриджском журнале «Музейный критик», а полный текст переписки увидел свет в собрании сочинений Юнга 1855 года. Сильвестр де Саси не скрывал скептицизма в отношении демотических штудий шведского учёного. Впрочем, и сам Окерблад писал своему другу Чампи в Пизу, что обращение англичанина «вынуждает меня вернуться к очень скучному делу, которое я обрёк на забвение более десяти лет назад». Тем не менее он ответил Юнгу на двадцати страницах (по-французски), поведав о стратегиях работы с текстом и разобрал каждое слово первых пяти строк демотической надписи, показав отождествлённые слова, родственные коптским, и перевод этих строк на коптский язык. Юнг в своём комментарии отметил, что демотическая надпись использует более сотни разных знаков, что делает алфавитную гипотезу неверной. Но только осознание, что демотика была комбинацией фонетической и логографической письменности, позволило добиться успеха Шампольону.

### Античная археология

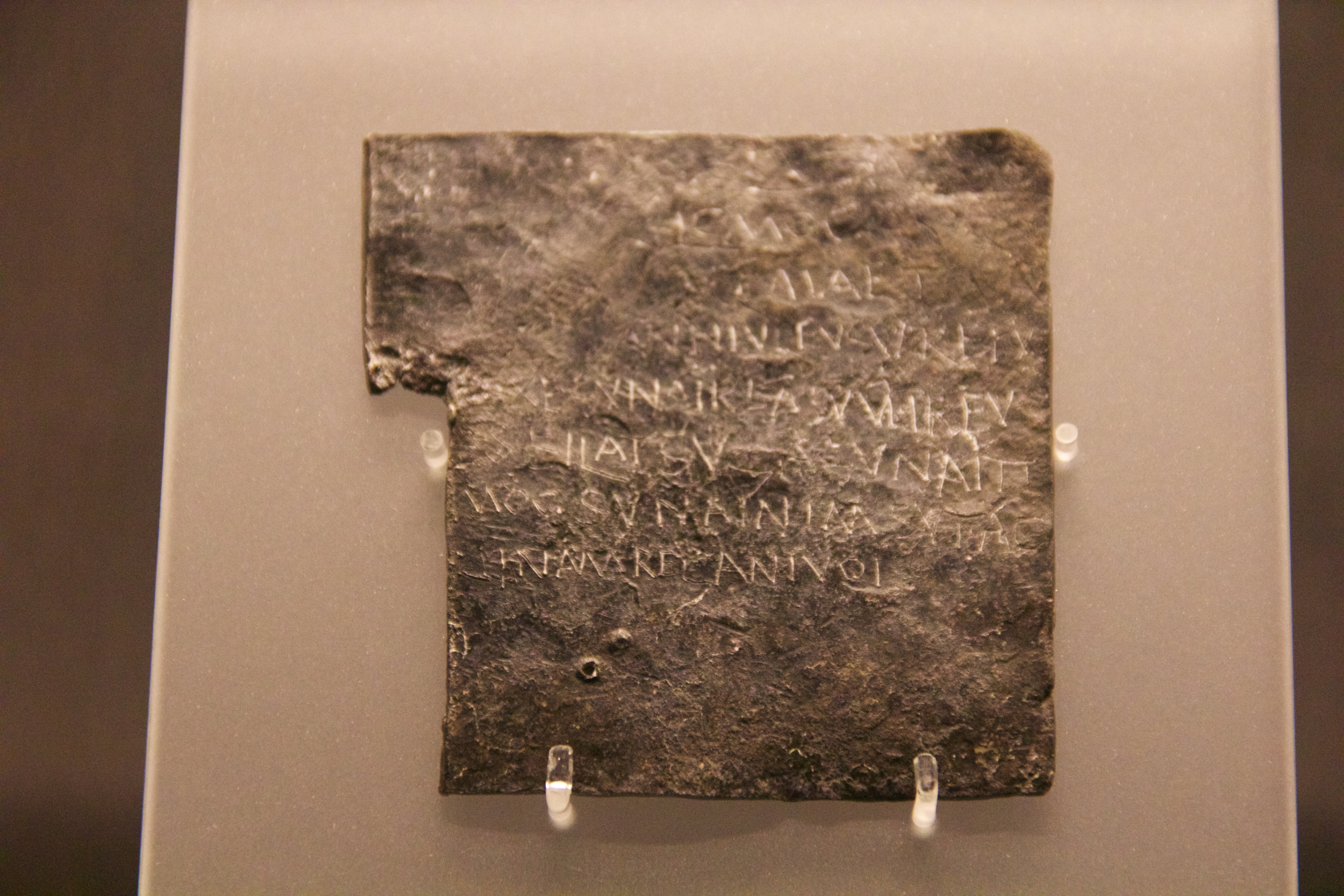
Батские скрижали проклятий, проклинающая вора, укравшего рабыню Вульбию

В 1811 году Давид Окерблад сделал доклад в Римской археологической академии о бронзовых вотивных табличках, привезённых Додвеллом из Греции. Среди находок имелся и странный артефакт в виде свёрнутого свинцового листка с трудночитаемой надписью. Тогда подобные изделия даже не имели общего наименования. В современной археологии они именуются «скрижалями проклятья». Делали скрижали преимущественно из свинца — отхода серебряных рудников в Лаврионе. Такие изделия служили для магических ритуалов в отношении конкретного лица: как позитивного, так и негативного воздействия; например, насылания удачи в спорте или полового бессилия. В 1813 году Окерблад опубликовал своё исследование «Греческая надпись на свинцовом листке, найденном в могиле недалеко от Афин», которое существенно опередило своё время. В статье описано, как очистить металлическую поверхность от налёта, чтобы иметь возможность читать выдавленный текст. Автор проводил аналогии с известными ему инвективами против суеверий Лукиана и открыл новый тип исторических источников для исследования бытовой религиозности античных греков. По особенностям языка и палеографии Окерблад датировал табличку примерно 350 годом до н. э. Учёный отметил, что даже «в самый возвышенный период эллинской цивилизации утончённая философия уживалась с низкими суевериями», и обращал внимание, что могила, в которой проклятие было найдено, не принадлежала бедному человеку. Он также проводил аналогии с египетскими амулетами и ритуалами, в том числе такими, которые наблюдал сам. Работая с аналогичными надписями, Окерблад попытался определить наличие формуляра у магических заговоров. Поскольку в скрижалях проклятий встречались нестандартные знаки, Окерблад предположил, что можно использовать этот материал для разработки истории греческой письменности. Ему было очевидно, что греки располагали разными альтернативными системами письма, и он проводил аналогии между коптским алфавитом и демотикой, которые активно влияли друг на друга.
В том же 1811 году Окерблад попытался организовать собственные раскопки, получив разрешение у Камилла де Турнона. Шведа интересовала Via Sacra, и он информировал Чампи о ходе исследований близ храма Антонина Пия на Форуме. Каким-то образом ему удалось найти средства, а в качестве землекопов использовали заключённых римских тюрем. Турнон лично следил за результатами деятельности Окерблада, которому удалось вскрыть брусчатку римского времени. Со стороны папских властей надзор осуществлял Карло Феа, который сразу нашёл со шведом общий язык. Сам Давид был недоволен результатами, а вскоре раскопки завершились. В 1812 году Рим настигло землетрясение, причём Окерблада поразило, насколько устойчивыми к толчкам оказались античные постройки.
В 1816 году в мастерской Торвальдсена произошло знакомство Окерблада с герцогиней Девонширской, которая сама интересовалась археологическими раскопками. Давид был нанят в качестве гида и допущен в римский салон аристократки. Далее его назначили надзирать за художниками, которые создавали иллюстрации к роскошному изданию «Энеиды», отпечатанной для герцогини и её друзей тиражом 230 экземпляров. Далее последовало аналогичное издание Горация. Окерблад заинтересовал герцогиню размерами Римского форума, она добилась у кардинала Консальви разрешения на раскопки. В собственных письмах герцогини он не назывался по имени. Рабочие вновь были заключёнными, они были изображены и на иллюстрациях к Вергилию. Работы велись с сентября 1816 года (при открытии присутствовал даже папа Римский) по май 1817 года от арки Септимия Севера; вновь была найдена античная мостовая и несколько мраморных ступеней близ колонны Фоки. После отъезда герцогини в 1818 году раскопки прервались, а Окербладу не удалось найти покровителей, которые бы могли финансировать дальнейшие работы.

### Рукописная коллекция Окерблада

Османский паспорт, выданный Окербладу в 1796 году. Российская национальная библиотека, MS Dorn 543/50

Российским послом в Швеции в период царствования Александра I был генерал Пётр Корнилович Сухтелен, огромное книжное собрание которого в 1836 году было приобретено императором Николаем I и распределено между разными учреждениями. Ядром сухтеленовского собрания восточных рукописей и редкостей была коллекция Окерблада, купленная в Швеции при не известных нам обстоятельствах. Документы свидетельствуют, что в собрании генерала оказались все 86 рукописей, перечисленных в записной книжке шведского путешественника. Три персидских манускрипта из собрания Института восточных рукописей (в том числе «Шахнаме» и «Бахаристан» Джами) снабжены подписью «Åkerblad. Constple» и помечены 1792 годом. Подписана и самаритянская рукопись Второзакония, купленная в 1788 году. Среди 86 окербладовских рукописей лишь три не являются восточными в собственном смысле слова, одна из них — греческий Новый Завет — оказалась в бирмингемском колледже. В собрании Института восточных рукописей также хранятся пять из шести коптских рукописей и все пять эфиопских. Рукописи из собрания Окерблада содержатся в Российской национальной библиотеке (РНБ) и в библиотеке Восточного факультета Санкт-Петербургского университета. Отождествлены 18 персидских рукописей и 21 из 23 арабских манускриптов; они рассеяны в собраниях трёх перечисленных учреждений в Санкт-Петербурге. Из перечисленных самим Окербладом 28 турецких рукописей (в список ошибочно попала одна персидская) 21 осталась в ИВР РАН, четыре — на Восточном факультете — и одна — в РНБ. Рукописи, помеченные шведским учёным как «татарские», на самом деле написаны на чагатайском языке и отождествлены в собрании ИВР РАН. Иными словами, отождествлены 79 восточных рукописей из списка Окерблада, 68 из которых хранятся в Институте восточных рукописей. Не выявлена судьба четырёх восточных и одной латинской рукописи.
Рукописное собрание отражало личные интересы Окерблада. В восточных литературах его привлекали история и беллетристика, традиционная филология и логика, имелись также отдельные рукописи по астрономии, географии и исламскому богословию. Значительная часть рукописей создана на арабском языке, далее следуют манускрипты на персидском и турецком, меньше всего — на чагатайском языке. Все исламские рукописи были приобретены в Константинополе в последней четверти XVIII века, тогда как все коптские, арабские христианские и эфиопские рукописи были куплены в Риме в первое десятилетие следующего века. Среди рукописей собрания Окерблада были весьма ценные экземпляры, например, астрономический трактат ат-Туси, переписанный в 1275 году, то есть через год после смерти автора. Это старейший из сохранившихся манускриптов его трудов. Из датированных рукописей три были переписаны в XV веке, и десять — в XVI столетии. С художественной точки зрения выделялась рукопись «Шахнаме» середины XV века, снабжённая декорированным двойным фронтисписом и 74 миниатюрами. Состав собрания показывает, что это не библиофильская коллекция; учёный собирал исторические, литературные и научные материалы под круг своих интересов, заботясь о подлинности рукописей и отдавая предпочтение наиболее старым.
В собрании Окерблада выделяются пять рукописей на османском языке (ныне они хранятся в фонде РНБ), три из которых — паспорта для проезда по территориям империи с султанской тугрой. Один из этих документов совпадает с французским паспортом 1785 года, выписанным министром Хейденстамом для левантийской поездки Окерблада. При продаже бумаг востоковеда Сухтелену они оказались разделены по языковому признаку, поэтому не все документы из архива Окерблада выявлены до конца.

## Память. Историография
Жизнь Юхана Давида Окерблада крайне неравномерно документирована, иногда целые годы его жизни вовсе не отражены в источниках; значительная часть сохранившихся писем и записных книжек не датирована. Известно, что шведский консул в Риме докладывал на родину, что сжёг бумаги Окерблада, ибо «значительная часть… составляла переписку с разными женщинами». В Ватиканской библиотеке сохранились две записные книжки исследователя (шифры Vaticani latini 9784 и 9785); копии или черновики переписки с Окербладом иногда сохранялись в архивах его корреспондентов. Сам Давид Окерблад не стремился накапливать архив и небрежно относился к собственным бумагам, не сохранял черновиков. Большая записная книжка № 9785, которая велась до самой его смерти, — самый значительный источник для реконструкции интеллектуальной биографии Окерблада и истории его путешествий, здесь содержатся все сохранившиеся зарисовки. Архивные документы свидетельствуют о полиглотстве Окерблада: в переписке и журналах используется около двадцати языков, в том числе арабский, сирийский, коптский, геэз и амхарский, голландский, английский, французский, немецкий, шведский, итальянский, древне- и новогреческий, османский, а также зафиксирована работа с финикийским, этрусским и самаритянским письмом, египетской иероглификой и демотикой.
Из 55 лет своей жизни более тридцати Окерблад провёл за пределами Швеции. Это способствовало его забвению на родине, хотя в энциклопедических изданиях его именовали «первым шведским востоковедом». Первая его биография на шведском языке объёмом в 55 страниц была опубликована историком Лундского университета Кристианом Калмером (1908—1985) в 1952 году и с тех переиздавалась только один раз. В этом очерке почти ничего нет о частной жизни учёного и лишь мельком упоминается его итальянский период жизни протяжённостью в пятнадцать лет. В 2000-е годы к наследию Окерблада обратился шведский исследователь Фредрик Томассон (Уппсальский университет), который в предисловии к своему труду объявил, что, исходя из обстоятельств биографии героя, по шведским источникам описать его жизнь невозможно. Вышедшая в 2013 году в издательстве «Брилл» монографическая биография получила высокую оценку рецензентов. В 2016 году книга вышла на шведском языке и вызвала определённый резонанс в обществе и академических кругах.

## Сочинения
- Dissertatio historica de primis Sueciae, sub R. Gustavo I., extra septentrionem initis foederibus. Quam venia ampliss. facult. philos. praeside mag. Erico M. Fant, … publice ventilandam sistit Johan. David Åkerblad, V. Gothus. In audit. Gustav. Majori d. 17 dec. 1782 :  [лат.]. — Upsaliae : apud J. Edman, 1782. — 19 p.
- Beylage // Reise nach Troas oder Gemählde der Ebene von Troja in ihrem gegenwärtigen Zustande : vom Bürger Lechevalier. Nach dem Französischen der zweyten Ausgabe frey bearbeitet von C. G. Lenz Professor am Gymnasium zu Gotha. Mit VIII. Kupfern und I. Charte :  [нем.]. — Altenburg und Erfurt : Rinck und Schnuphase, 1800. — S. 223—255. — 271 S.
- Marmor graecis et phoeneiciis litteris inscriptum, efossum Athenis, communicatum cum Societate sc. reg. gotting. a Io. Dav. Åkerblad :  [лат.] // Commentationes Societati Regiae Scientiarum Goettingensi. — 1800. — Vol. XIV. — P. 225—228.
- Inscriptionis Phœniciæ Oxoniensis nova interpretatio, auctore J. D. Akerblad :  [лат.]. — Parisiis : ex Typographiâ Reipublicæ, 1802. — 31 p.
Silvestre de Sacy A. I. Notice d'une dissertation de M.J.D. Akerblad, intitulée Inscriptionis Phoeniciae Oxoniensis nova interpretatio :  [фр.]. — Paris : Didot, 1803. — 18 p.
- Lettre sur l'inscription égyptienne de Rosette adressée au C.en Silvestre de Sacy par J. D. Akerblad. — Paris : Imprimerie de la République, 1802. — 70 p.
- Notice sur deux inscriptions en caractères runiques trouvées à Venise, et sur les Varanges : trad. du danois par l'auteur :  [фр.] / par M. Akerblad, avec les remarques de M. d'Ansse de Villoison. — Paris : impr. de Fournier fils, 1804. — 55 p.
- Iscrizione greca sopra una lamina di piombo trovata in un sepolcro nelle vicinanze di Atene :  [итал.] / Da G. D. Akerblad. — Roma : L. Contedini, 1813.
- Extracts of Letters and Papers Relating to the Egyptian Inscription of Rosetta :  [англ.] // Museum criticum; or, Cambridge Classical Researches. — 1816. — No. 6. — P. 171—193.
- Lettre sur une inscription phénicienne trouvée à Athènes :  [фр.]. — Rome : Bourlie, 1817. — 24 p.
- Mémoire sur les noms coptes de quelques villes et villages d'Egypte :  [фр.] // Journal Asiatique. — 1834. — Vol. 13. — P. 337—435.

### Комментарии
1. ↑  В современных Окербладу документах на шведском языке регулярно встречается ошибочное написание фамилии в форме Okreblann и Ackerblåd[1].
2. ↑  В письме Шампольону от 12 июня 1812 года Окерблад просил не называть себя востоковедом: «Пребывание на Востоке не даёт мне права на пользование этим титулом»[2].
3. ↑  Оба периода пребывания Окерблада в Стамбуле совпали с эпидемиями чумы 1784—1786 и 1790—1792 годов[16].

### Словарно-энциклопедические издания
- Акерблад // Энциклопедический лексикон. — СПб. : Типография А. Плюшара, 1835. — Т. I: А—Алм. — С. 349.
- Åkerblad, Johan David // Svenskt biografiskt handlexikon :  [швед.] / Hrsg. v. Frithiof Heurlin, Viktor Millqvist, Olof Rubenson. — Ny upplaga. — Stockholm : A. Bonnier, 1906. — Bd. I: A — K. — S. 769—770.
- Åkerblad, Johan David // Salmonsens konversationsleksikon :  [датск.]. — Anden udgave. — København : A/S J. H. Schultz Forlagsboghande, 1915. — Bd. I: A—Arbejdergilder. — S. 14.
- Åkerblad, Johan David // Nordisk familjebok :  [швед.]. — Ny, reviderad och rikt illustrerad upplaga. — Stockholm : Nordisk familjeboks förlags aktiebolag, 1922. — Bd. 33: Väderlek — Äänekoski. — S. 952—953.

### Статьи и монографии
- Andrews C. The British Museum book of the Rosetta stone. — 1st American ed. — New York : P. Bedrick Books, 1985. — 64 p. — ISBN 087226033X.
- Callmer C. Johan David Åkerblad. Ett bidrag till hans biografi :  [швед.] // Lychnos. Lärdomshistoriska samfundets årsbok. — 1952. — S. 130—185.
  - Callmer C. Johan David Åkerblad. Ett bidrag till hans biografi // In Orientem : svenskars färder och forskningar i den europeiska och asiatiska Orienten under 1700-talet :  [швед.]. — Stockholm : Almqvist och Wiksell, 1985. — S. 169—221. — 243 s. — (Asiatica Suecana, 2). — ISBN 9174021664.
- Eskildsen K. R. [Rewiew: The life of J. D. Åkerblad: Egyptian decipherment and Orientalism in revolutionary times] :  [англ.] // Intellectual History Review. — 2014. — Vol. 24, no. 4. — P. 563—564. — doi:10.1080/17496977.2014.9279.
- Hamilton A. [Reviewed Work: The Life of J. D. Åkerblad. Egyptian Decipherment and Orientalism in Revolutionary Times by Fredrik Thomasson] :  [англ.] // Church History and Religious Culture. — 2014. — Vol. 94, no. 1. — P. 157—160. — JSTOR 23923172.
- Thomasson F. Between Rome and the Orient: Johan David Åkerblad’s (1763—1819) notebook Vat. lat. 9785 :  [англ.] // Miscellanea Bibliothecae Apostolicae Vaticanae. — 2011. — Vol. 18. — P. 497—516. — ISSN 99-0101745-9.
- Thomasson F. The life of J. D. Åkerblad : Egyptian decipherment and Orientalism in revolutionary times :  [англ.]. — Leiden ; Boston (Mass.) : Koninklijke Brill, 2013. — xiv, 455 p. — (Brill's studies in intellectual history, 213). — ISBN 978-90-04-21116-2.
- Thomasson F. Rosettastenens förste tolkare Johan David Åkerblads liv i Orienten och Europa :  [швед.] / översättning av Margareta Eklöf. — Stockholm : Atlantis, 2016. — 348 s. — ISBN 978-9-1735-3855-8.
- Travelling through Time: Essays in honour of Kaj Öhrnberg :  [англ.] / Edited by Sylvia Akar, Jaakko Hämeen-Anttila & Inka Nokso-Koivisto. — Helsinki : Societas Orientalis Fennica, 2013. — xii, 578 p. — (Studia Orientalia, vol. 114). — ISBN 978-951-9380-84-1.
- Volke K. Young oder Champollion? Eine kritische Betrachtung: Zum 200. Geburtstag von J. F. Champollion (* 23. 12. 1790) :  [нем.] // Antike Welt. — 1991. — Bd. 22. — S. 63—66. — JSTOR 44433416.
- Томсинов В. А. Краткая история египтологии. — М. : Зеркало, Изд. дом «Вече», 2004. — 320 с. — (Исследования по всемирной истории). — ISBN 5-8078-0103-2.